# 2024-es republikánus párti előválasztás
A 2024-es republikánus párti előválasztásokat az Egyesült Államok Republikánus Pártja tartja 2024 februárja és augusztusa között, hogy kiválasszák a delegáltakat a 2024-es Republikánus Nemzeti Konvencióra, ahol eldöntik a párt jelöltjét a 2024-es amerikai elnökválasztásra. Ezek az előválasztások az ország összes államában megrendezésre kerülnek, illetve a fővárosban és az öt külterületen is. Az első előválasztások mindegyikét Trump nyerte meg, egészen, amíg 2024 márciusában Nikki Haley diadalmaskodni tudott Washingtonban. Ennek ellenére szuperkedden is dominált Trump, majdnem ezer delegálttal zárva a kulcsfontosságú előválasztási napon, ezzel szinte bebiztosítva jelöltségét és visszalépésre kényszerítve egyetlen versenyben maradt kihívóját, Haleyt.
Donald Trump, akit a 2020-as választáson legyőzött Joe Biden, indul újra 2024-ben. Ha nyer, ő lenne a második elnök Grover Cleveland után, aki két terminusban volt elnök, de nem egymás után (1885–1889, 1893–1897). Azzal, hogy úgy döntött, hogy indul, a legesélyesebb a republikánus jelölésért. Több minden is a volt elnök ellen szólt: a Január 6. Bizottság által tartott meghallgatások sok ember véleményét rontották Trumpról, Ron DeSantis kormányzó több adományt tudott összegyűjteni 2022-ben és kiemelkedően teljesített a 2022-es választásokon is, a demokraták megpróbálhatják felhasználni ellene a 14. alkotmánymódosítást, hogy ne indulhasson újra, illetve az ellene indított négy büntetőeljárás se segítette, de így is őt választotta a republikánus tábor.
2022 márciusában Trump bejelentette, hogy, ha indul és megkapja a jelölést, akkor nem Mike Pence lesz az alelnökjelöltje. Azzal, hogy ő a jelölt, Trump az első elnök Franklin Roosevelt óta, 1944-ben, aki második elnöksége idejére más alelnököt választott. Mivel Biden ellen indul, ez az első elnöki visszavágó 1956 óta és, ha nyer Trump lenne az első 1892 óta (Grover Cleveland), aki elvesztett egy választást, de annak visszavágóját megnyerte. A legutóbbi elnök, aki indult, miután már elhagyta elnöki pozícióját Theodore Roosevelt volt, ki 1912-ben volt a Progresszív Párt jelöltje, bár Herbert Hoover többször is indult jelöltségért, mielőtt visszalépett volna. Ha Trump nyer, ő lesz az első republikánus elnök és összességében a második Cleveland óta, aki két terminusban szolgált, de nem egymást követő időszakokban. Trump az első republikánus, aki sorozatban három jelöltséget is elnyert és a második Richard Nixon mellett, aki összesen hármat. 2023. február 14-én Nikki Haley, Dél-Karolina korábbi kormányzója és országa nagykövete az Egyesült Nemzetek Szervezetébe, bejelentette, hogy indul az elnöki pozícióért, amivel a második fontos jelölt lett, aki belépett a versenybe. Ő lehetett volna az első indiai-amerikai és az első nő, aki elnökjelölt volt a Republikánus Párt színeiben, illetve az első indiai-amerikai, akit az egyik nagy párt állított. A volt elnököt 2023 decemberében eltiltotta Colorado Legfelsőbb Bírósága attól, hogy az államban induljon a választáson. Annak ellenére, hogy ez több, demomrata irányítás alatt lévő államban is megtörtént, az ország republikánus-többségű Legfelsőbb Bírósága 9–0 arányban úgy döntött a volt elnök indulhat 2024 novemberében.
2023. február 21-én, egy héttel Haley bejelentése után Vivek Ramaswamy vállalkozó és szerző is bejelentette, hogy megkezdi kampányát. Ron DeSantis, Florida kormányzója szintén bejelentette indulási szándékát Elon Musk támogatásával, élőben a Twitter platformon. DeSantist júniusban, három napon belül Mike Pence volt alelnök, Chris Christie kormányzó és Doug Burgum követte. Burgum lett az első Észak-Dakotában született személy, aki elindult a jelöltségért. Ezek mellett Francis X. Suarez és Will Hurd is indult. 2023 augusztusában Suarez visszalépett, októberében őt követte Hurd, Corey Stapleton, Perry Johnson, Larry Elder és Pence is. Novemberben Tim Scott, decemberben pedig Burgum is visszalépett. Januárban, az első pártgyűlés után elhagyta a versenyt a jelölésért Asa Hutchinson, Ramaswamy és néhány nappal később DeSantis is.

## Eredmények
Az előválasztási ciklust a párt 2024. január 15-én kezdte meg, Iowa államban, ahol az esélyes Donald Trump diadalmaskodott. Az első erőpróba után több jelölt is elhagyta a versenyt (a sokáig Trump legesélyesebb kihívójának számító Ron DeSantis, Vivek Ramaswamy és Asa Hutchinson), így Nikki Haley maradt az egyetlen jelentős ellenfél. Ehhez hasonlóan New Hampshire-ben is a korábbi elnök nyert, de kisebb különbséggel, a második helyezett Haley előtt. Nevadában egy előválasztás és egy pártgyűlés került megrendezésre, a korábbit a párt bojkottálta. Az előválasztáson az „egyik jelölt sem” opció kapta a legtöbb szavazatot, de hivatalosan Nikki Haley nyert, delegáltat nem kapva. A pártgyűlést Trump könnyen megnyerte nagyobb ellenállás nélkül, a szavazatok több, mint 99%-át megszerezve. Dél-Karolinában, Hailey szülőállamában, a korábbi kormányzó a szavazatok kevesebb, mint 40%-át kapta meg, Trump ismét könnyen győzött. Hasonlóan folytatódott a szavazás március 3-ig, mikor Trump michigani, idahói és missouri győzelmei után végre Haley is győzni tudott, a fővárosban megszerezve az összes delegáltat. A következő napon visszatért a megszokott rend, mikor Trump ismét könnyen nyert, ezúttal Észak-Dakotában. Szuperkedd is hasonló volt, Haley egyetlen államot tudott megnyerni, míg Trump tizenhármat, ezzel a napot majdnem ezer delegálttal zárta, a dél-karolinai politikus 86-ával szemben, ezzel lényegében bebiztosítva jelöltségét. Az előválasztások fennmaradó időszakában Trump folyamatosan győzött, de általánosságban meglepően sokan ellene szavaztak, a visszalépett Haleyre többször is 100 ezer voks felett adtak le szavazatokat a választópolgárok.
A 2024. május 7-i előválasztások után frissítve
| Jelölt                                                          | Szavazatszám | %      | Delegáltak   | Delegáltak     | Delegáltak |
| Jelölt                                                          | Szavazatszám | %      | Elkötelezett | Nem kötelezett | Összesen   |
| --------------------------------------------------------------- | ------------ | ------ | ------------ | -------------- | ---------- |
| Donald Trump                                                    | 15 383 970   | 75,5%  | 2037         |                | 2037       |
| Nikki Haley                                                     | 4 222 926    | 20,7%  | 97           |                | 97         |
| Ron DeSantis                                                    | 344 652      | 1,7%   | 9            |                | 9          |
| Chris Christie                                                  | 134 385      | 0,7%   | 0            |                | 0          |
| Nem kötelezett                                                  | 96 249       | 0,5%   | 91           |                | 91         |
| Vivek Ramaswamy                                                 | 93 926       | 0,5%   | 3            |                | 3          |
| Ryan Binkley                                                    | 25 704       | 0,1%   | 0            | 0              | 0          |
| Asa Hutchinson                                                  | 21 943       | 0,1%   | 0            | 0              | 0          |
| Nincs preferált jelölt                                          | 13 063       | 0,1%   | 0            | 0              | 0          |
| Delegált elkötelezettség nélkül                                 | 12 913       | 0,1%   | 0            | 0              | 0          |
| David Stuckenberg                                               | 10 003       | 0,1%   | 0            | 0              | 0          |
| Egyik jelölt sem                                                | 4963         | <0,1%  | 0            | 0              | 0          |
| Rachel Swift                                                    | 4567         | <0,1%  | 0            | 0              | 0          |
| Tim Scott                                                       | 1598         | <0,1%  | 0            | 0              | 0          |
| Érvénytelen szavazat                                            | 654          | <0,1%  | 0            | 0              | 0          |
| Beírásos szavazatok                                             | 586          | <0,1%  | 0            | 0              | 0          |
| Doug Burgum                                                     | 502          | <0,1%  | 0            | 0              | 0          |
| John Anthony Castro                                             | 501          | <0,1%  | 0            | 0              | 0          |
| Joe Biden (beírással)                                           | 497          | <0,1%  | 0            | 0              | 0          |
| Mike Pence                                                      | 404          | <0,1%  | 0            | 0              | 0          |
| Más beírásos jelöltek                                           | 325          | <0,1%  | 0            | 0              | 0          |
| Mary Maxwell                                                    | 287          | <0,1%  | 0            | 0              | 0          |
| Robert F. Kennedy Jr. (beírással)                               | 205          | <0,1%  | 0            | 0              | 0          |
| Perry Johnson                                                   | 163          | <0,1%  | 0            | 0              | 0          |
| Egyéb                                                           | 90           | <0,1%  | 0            | 0              | 0          |
| Scott Alan Ayers                                                | 80           | <0,1%  | 0            | 0              | 0          |
| Dean Phillips (beírással)                                       | 79           | <0,1%  | 0            | 0              | 0          |
| Darius Mitchell                                                 | 74           | <0,1%  | 0            | 0              | 0          |
| Glenn McPeters                                                  | 49           | <0,1%  | 0            | 0              | 0          |
| CeaseFire (beírással)                                           | 34           | <0,1%  | 0            | 0              | 0          |
| Peter Jedick                                                    | 25           | <0,1%  | 0            | 0              | 0          |
| Donald Kjornes                                                  | 23           | <0,1%  | 0            | 0              | 0          |
| Scott Peterson Merrell                                          | 21           | <0,1%  | 0            | 0              | 0          |
| Robert B. Carney Jr.                                            | 15           | <0,1%  | 0            | 0              | 0          |
| Marianne Williamson (beírással)                                 | 14           | <0,1%  | 0            | 0              | 0          |
| Hirsh Singh                                                     | 9            | <0,1%  | 0            | 0              | 0          |
| Sam Sloan                                                       | 7            | <0,1%  | 0            | 0              | 0          |
| Vermin Supreme                                                  | 3            | <0,1%  | 0            | 0              | 0          |
| Mark S. Greenstein (beírással)                                  | 1            | <0,1%  | 0            | 0              | 0          |
| Összesen                                                        | 18 833 575   | 100,0% | 1985         | 0              | 1985       |
| Forrás: The Green Papers és The New York Times Delegate Counter |              |        |              |                |            |

## Nemzeti Gyűlés
A jelöltállító gyűlését a Republikánus Párt 2024. július 15. és 18. között tartja, Milwaukee városában. Donald Trump már a gyűlés előtt négy hónappal a párt feltételezett jelöltje lett. 

## Jelöltek

### A jelölt
Fontos jelöltek
| Név          | Születési adatok (Életkor a választás napján) | Tapasztalat                                | Állam   | Kampány                        | Megnyert előválasztások                            | Szavazatszám, delegáltak         | For.   |
| ------------ | --------------------------------------------- | ------------------------------------------ | ------- | ------------------------------ | -------------------------------------------------- | -------------------------------- | ------ |
| Donald Trump | 1946. június 14. (78 évesen) Queens, New York | Az Egyesült Államok 45. elnöke (2017–2021) | Florida | Bejelentve: 2022. november 15. | 54 (Minden terület a főváros és Maine kivételével) | 16 934 499 (76,4%) 2231 delegált | [ 18 ] |

### Visszalépett az előválasztások közben
| Náv             | Születési adatok (Életkor a választás napján)          | Tapasztalat                                                                                   | Állam        | Kampány bejelentve | Kampány vége                    | Kampány                       | Megszerzett szavazatok                                 | For.          |
| --------------- | ------------------------------------------------------ | --------------------------------------------------------------------------------------------- | ------------ | ------------------ | ------------------------------- | ----------------------------- | ------------------------------------------------------ | ------------- |
| Ron DeSantis    | 1978. szeptember 14. (46 évesen) Jacksonville, Florida | Florida kormányzója (2019–napjainkig) Az Egyesült Államok képviselője Floridából (2013–2018)  | Florida      | 2023. május 24.    | 2024. január 21. (Trump javára) | Bejelentve: 2023. május 24.   | 344 649 (1,8%) 9 delegált                              | [ 20 ] [ 21 ] |
| Nikki Haley     | 1972. január 20. (52 évesen) Bamberg, Dél-Karolina     | Nagykövet az Egyesült Nemzetek Szervezeténél (2017–2018) Dél-Karolina kormányzója (2011–2017) | Dél-Karolina | 2023. február 14.  | 2024. március 6.                | Bejelentve: 2023. február 14. | 3 937 164 (20,9%) 94 delegált, 2 megnyert előválasztás | [ 23 ]        |
| Asa Hutchinson  | 1950. december 3. (73 évesen) Bentonville, Arkansas    | Arkansas kormányzója (2015–2023) A DEA igazgatója (2001–2003)                                 | Arkansas     | 2023. április 26.  | 2024. január 16.                |                               | 21 943 (0,1%) 0 delegált                               | [ 24 ]        |
| Vivek Ramaswamy | 1985. augusztus 9. (39 évesen) Cincinnati, Ohio        | Üzletember, író, vállalkozó                                                                   | Ohio         | 2023. február 21.  | 2024. január 15. (Trump javára) | FEC-forrás:                   | 93 922 (0,5%) 3 delegált                               | [ 29 ] [ 30 ] |

### Visszalépett az előválasztások előtt
| Név               | Születési adatok (Életkor a választás napján)                   | Tapasztalat | Állam        | Kampány bejelentve | Kampány vége                     | Kampány                       | For.                 |
| ----------------- | --------------------------------------------------------------- | --- | ------------ | ------------------ | -------------------------------- | ----------------------------- | -------------------- |
| Doug Burgum       | 1956. augusztus 1. (68 évesen) Arthur, Észak-Dakota             | Észak-Dakota kormányzója (2016–napjainkig) | Észak-Dakota | 2023. június 7.    | 2023. december 4.                | Bejelentve: 2023. június 7.   | [ 32 ] [ 33 ]        |
| Chris Christie    | 1962. szeptember 6. (62 évesen) Newark, New Jersey              | New Jersey kormányzója (2010–2018) New Jersey-i kerületi főügyész (2002–2008) | New Jersey   | 2023. június 6.    | 2024. január 10.                 | Bejelentve: 2023. június 6.   | [ 35 ] [ 36 ]        |
| Larry Elder       | 1952. április 27. (72 évesen) Los Angeles, Kalifornia           | Rádiós műsorvezető Kaliforniai kormányzójelölt 2021-ben | Kalifornia   | 2023. április 20.  | 2023. október 26. (Trump javára) | Bejelentve: 2023. április 20. | [ 37 ] [ 38 ]        |
| Perry Johnson     | 1948. január 23. (76 évesen) Dolton, Illinois                   | A Perry Johnson Registrars, Inc. alapítója (1994–napjainkig) | Michigan     | 2023. március 2.   | 2023. október 20. (Trump javára) | Bejelentve: 2023. március 2.  | [ 40 ] [ 41 ] [ 42 ] |
| Mike Pence        | 1959. június 7. (65 évesen) Columbus, Indiana                   | Az Egyesült Államok 48. alelnöke (2017–2021) Indiana kormányzója (2013–2017) Az Egyesült Államok képviselője Indianából (2001–2013)                                                                                              | Indiana      | 2023. június 5.    | 2023. október 28.                | Bejelentve: 2023. június 5.   | [ 44 ] [ 45 ]        |
| Tim Scott         | 1965. szeptember 19. (59 évesen) North Charleston, Dél-Karolina | Az Egyesült Államok szenátora Dél-Karolina államból (2013–napjainkig) Az Egyesült Államok képviselője Dél-Karolina államból (2011–2013) Dél-Karolina állami képviselője (2009–2011) A Charleston megyei tanács tagja (1995–2009) | Dél-Karolina | 2023. május 19.    | 2023. november 12.               | Bejelentve: 2023. május 19.   | [ 47 ] [ 48 ]        |
| Corey Stapleton   | 1967. szeptember 17. (57 évesen) Seattle, Washington            | Montana külügyminisztere (2017–2021) Montana Szenátusának tagja (2001–2009) | Montana      | 2022. november 11. | 2023. október 13.                |                               | [ 49 ] [ 50 ] [ 51 ] |
| Will Hurd         | 1977. szeptember 19. (47 évesen) San Antonio, Texas             | Az Egyesült Államok képviselője Texas államból (2015–2021) | Texas        | 2023. június 22.   | 2023. október 9. (Haley javára)  |                               | [ 52 ] [ 53 ]        |
| Francis X. Suarez | 1977. október 6. (47 évesen) Miami, Florida                     | Miami polgármestere (2017–napjainkig) Miami városi tanácsának tagja (2009–2017) | Florida      | 2023. június 14.   | 2023. augusztus 29.              |                               | [ 54 ] [ 55 ]        |

Egyéb
- Steve Laffey, Cranston polgármestere (2003–2007)[56]

### Nem indul
2023 októberéig a következő személyek jelentették ki, hogy nem indulnak az elnöki posztért:
- Marsha Blackburn, az Egyesült Államok szenátora (2019–napjainkig), az Egyesült Államok képviselője (2003–2019), Tennessee Szenátusának tagja (1999–2003)[57]
- Tucker Carlson, a Tucker Carlson Tonight házigazdája (2016–napjainkig) a The Daily Caller társalapítója[58][59]
- Tom Cotton, az Egyesült Államok szenátora (2015–napjainkig), az Egyesült Államok képviselője (2013–2015)[60]
- Dan Crenshaw, az Egyesült Államok képviselője (2019–napjainkig)[61][62]
- Ted Cruz, az Egyesült Államok szenátora (2013–napjainkig), Texas 3. legfőbb államügyész-helyettese (2003–2008), 2016-os elnökjelölt[63][64]
- Joni Ernst, az Egyesült Államok szenátora (2015–napjainkig)[65][66]
- Josh Hawley, az Egyesült Államok szenátora (2019–napjainkig)[67][68]
- Larry Hogan, Maryland 62. kormányzója (2015–napjainkig)[69] (indulhat független jelöltként)[70]
- Brian Kemp, Georgia 83. kormányzója (2019–napjainkig); Georgia 27. külügyminisztere (2010–2018); Állami szenátor Gerogiában (2003–2007)[71][72]
- Adam Kinzinger, az Egyesült Államok képviselője (2011–2023)[73][74]
- Dan Patrick, Texas 42. helyettes kormányzója (2015–napjainkig)[75][76]
- Rand Paul, az Egyesült Államok szenátora (2011–napjainkig), elnökjelölt 2016-ban[77][78][79]
- Mitt Romney, az Egyesült Államok szenátora (2019–napjainkig), Massachusetts 70. kormányzója (2003–2007), 2008-as elnökjelölt, 2012-es republikánus elnökjelölt[80][81]
- Marco Rubio, az Egyesült Államok szenátora (2011–napjainkig), Florida Képviselőházának 94. elnöke (2006–2008), Florida Képviselőházának tagja (2000–2008), West Miami városi tanácsának tagja (1998–2000), 2016-os elnökjelölt[82][83]
- Paul Ryan, az Egyesült Államok Képviselőházának 54. elnöke (2015–2019), az Egyesült Államok képviselője (1999–2019) and Republican vice presidential nominee in 2012[84][85]
- Rick Scott, Republikánus Országos Szenátusi Bizottság elnöke (2021–napjainkig), az Egyesült Államok szenátora (2019–napjainkig), Florida 45. kormányzója (2011–2019)[86][87]
- Donald Trump Jr., üzletember, a The Trump Organization alelnöke[88][89]
- Ivanka Trump, az Egyesült Államok elnökének tanácsadója (2017–2021)[90][91]
- Scott Walker, Wisconsin 45. kormányzója (2011–2019), Milwaukee megye 5. végrehajtója (2002–2010), Wisconsin állami gyűlésének tagja (1993–2002), 2016-os elnökjelölt[92][93]

## Az alelnökjelölt kiválasztása
| Alelnökjelölt                                            |
| -------------------------------------------------------- |
|                                                          |
| J. D. Vance                                              |
| Az Amerikai Egyesült Államok szenátora (2023–napjainkig) |

Több politikai elemző is azon a véleményen volt, hogy nagyon kicsi az esélye, hogy Trump ismét Pence-t választja alelnökének azt követően, hogy a két fél kapcsolata megromlott. 2022 júniusában a Capitolium ostromával kapcsolatos meghallgatásokon kiderült, hogy Trump azt mondta, Pence megérdemelte, hogy felakasszák.
Több személy, akik közül néhányan indultak az elnöki jelöltségért is, szóba került lehetséges alelnökként, mint Tim Scott (Dél-Karolina), Ted Cruz (Texas), Joni Ernst (Iowa), Rick Scott (Florida) szenátorok, Glenn Youngkin (Virginia), Ron DeSantis (Florida), Kim Reynolds (Iowa) kormányzók, Nikki Haley (Dél-Karolina) nagykövet és Jeanette Nuñez (Florida) helyettes kormányzó. Haley volt Trump utolsó ellenfele az előválasztáson, mielőtt 2024 márciusában visszalépett, alelnökségi jelöltsége valószínűsége jelentősen csökkent.
Marjorie Taylor Greene (Georgia) képviselő azt mondta, hogy megtisztelő lenne, ha Trump alelnökjelöltje lehetne 2024-ben. Trump kijelentette, hogy többször is tartott már megbeszéléseket Greene-nel a pozícióról. Ehhez hasonlóan arra a kérdésre, hogy lenne-e Donald Trump alelnökjelöltje, Kanye West azt válaszolta, hogy igen.
A sajtóban több lista is megjelent, amin a hírek szerint Trump esetleges alelnökjelöltjei szerepeltek. 2024-ben a volt elnök több lehetséges nevet is megemlített: Tim Scott, Ron DeSantis, Byron Donalds, Tulsi Gabbard (aki korábban demokrata képviselő volt), Vivek Ramaswamy és Greg Abbott.
- Doug Burgum, Észak-Dakota kormányzója és elnökjelölt
- Ben Carson, lakásügyi és városfejlesztési miniszter és elnökjelölt
- Tom Cotton, szenátor
- Byron Donalds, képviselő
- Marco Rubio, szenátor és elnökjelölt
- Tim Scott, Dél-Karolina szenátora és elnökjelölt
- Elise Stefanik, képviselő és a republikánus frakció elnöke
- J. D. Vance, szenátor
- Glenn Youngkin, kormányzó

A The New York Times információja szerint 2024. június 27-re Trump három főre szűkítette listáját: J. D. Vance (Ohio), Marco Rubio (Florida) és Doug Burgum (Észak-Dakota). Ennek ellenére, sok tanácsadója javaslata ellenére érdekelt volt Ben Carson vagy Tim Scott megnevezésében is. A cikk szerint a bejelentésre akár egy héten belül is sor kerülhetett volna, bár ezt republikánus kampány-strategisták ellenezték az első elnöki vita miatt. Több politikussal és feleségeikkel a Fox News interjút rendezett, amit szakértők egy végső meghallgatásnak tekintettek.
- Doug Burgum, Észak-Dakota kormányzója és elnökjelölt
- Marco Rubio, szenátor és elnökjelölt
- J. D. Vance, szenátor

A jelölést végül J. D. Vance szenátor kapta meg.

## Idővonal

### Áttekintés
|  | Aktív kampány       |  | Bizottság |  | Visszalépett jelöltek |  | Republikánus Nemzeti Gyűlés |
|  | 2022-es választások |  | Viták     |  | Előválasztások        |  |                             |

### 2021
- december 2.: John Anthony Castro bejelenti jelöltségét és, hogy be fogja perelni Trumpot, azzal a céllal, hogy megakadályozza az indulástól 2024-ben.[106]

### 2022
- március 10.: Corey Stapleton, Montana külügyminisztere bejelenti, hogy létrehoz egy politikai bizottságot, jelöltségének kielemzése céljából.[107]
- november
  - november 11.: Stapleton megerősíti jelöltségét.[108]
  - november 15.: Donald Trump, egy héttel a 2022-es választások után, Mar-a-Lago rezidenciáján, bejelenti, hogy indulni fog az elnökségért 2024-ben. Ha megválasztják, Grover Cleveland után mindössze a második elnök lenne, aki két terminusát nem egymás után töltötte hivatalban.[109]

### 2023
- február
  - február 2.: Cranston polgármestere, Steve Laffey, bejelenti jelöltségét.[110]
  - február 14.: Nikki Haley, Dél-Karolina korábbi kormányzója és az ország volt ENSZ-nagykövete, bejelenti jelöltségét.[111]
  - február 21.: Vivek Ramaswamy üzletember bejelenti jelöltségét.[112]
- március 2.: Perry Johnson, michigani kormányzójelölt és üzletember, bejelenti jelöltségét.[113]
- április
  - április 2.: Asa Hutchinson, Arkansas korábbi kormányzója bejelenti jelöltségét.[114]
  - április 6.: Hutchinson hivatalosan is beadja a jelöltségéhez szükséges dokumentumokat.
  - április 12.: Tim Scott, Dél-Karolina szenátora, bejelenti, hogy létrehoz egy politikai bizottságot, jelöltségének kielemzése céljából.[115]
  - április 20.: Larry Elder, kormányzójelölt, bejelenti jelöltségét.[116]
- május
  - május 19.: Tim Scott beadja a jelöltségéhez szükséges dokumentumokat.[117]
  - május 22.: Tim Scott bejelenti, hogy indul.[118]
  - május 24.: Florida kormányzója, Ron DeSantis, beadja a jelöltségéhez szükséges dokumentumokat,[119] majd Elon Musk üzletemberrel bejelenti kampányát a Twitter platformon.[120]
- június
  - június 5.: Mike Pence, Donald Trump alelnöke, beadja a jelöltségéhez szükséges dokumentumokat.[121]
  - június 6.
    - Doug Burgum bejelenti, hogy indulni fog a jelöltségért 2024-ben,[122] amivel az első észak-dakotai személy lett, aki indult az egyik nagy párt jelöltségéért.[123]
    - Chris Christie New Jersey kormányzója és 2015-os elnökjelölt, bejelenti, ismét indul.[124]

  - június 7.: Pence hivatalosan is bejelenti kampányát.[125]
  - június 14.: Francis X. Suarez, Miami polgármestere, beadja a szükséges dokumentumokat jelöltségéhez, majd másnap be is jelenti azt.[126]
  - június 22.: Will Hurd, korábbi CIA-ügynök és texasi képviselő, bejelenti jelöltségét.[127]
- július
  - július 14.: E. W. Jackson lelkész bejelenti jelöltségét.[128]
- augusztus
  - augusztus 1.: Donald Trump ellen harmadjára is vádat emelnek, szövetségi szinten, a 2020-as választás eredményének megváltoztatásához kapcsolódó próbálkozásai miatt.
  - augusztus 14.: Donald Trump ellen negyedjére is vádat emelnek, ezúttal állami szinten, Georgiában, a 2020-as választás eredményének megváltoztatásához kapcsolódó próbálkozásai miatt.
  - augusztus 21.: bejelentik az első republikánus elnökjelölti vita résztvevői listáját:  Doug Burgum, Chris Christie, Ron DeSantis, Nikki Haley, Asa Hutchinson, Mike Pence, Vivek Ramaswamy, Tim Scott.[129]
  - augusztus 23.: megrendezésre kerül az első republikánus elnökjelölti vita, Milwaukee városában.[130] A résztvevőknek legalább 1%-kal kellett rendelkezniük közvéleménykutatásokon, negyvenezer embertől kellett adományt kapniuk és alá kellett írniuk egy dokumentumot, amivel elkötelezték magukat az előválasztás győztesének támogatása mellett.[131] Donald Trump úgy döntött, nem vesz részt, saját interjúját adta le a vitával egy időben.[132]
  - augusztus 29.: Francis X. Suarez visszalép.[133]
- szeptember
  - szeptember 18.: a Trump-kampány bejelentette, hogy a volt elnök beszédet fog adni Detroitban sztrájkoló munkásoknak, a második, Kaliforniában megrendezett vitával egyidőben.[134] Ennek ellenére Trump beszédjét a sztrájkoló szakszervezethez nem kapcsolódó munkások előtt mondta el.[135]
  - szeptember 20.: Trump egyik kampánytanácsadója megosztja a Bloomberggel, hogy az elnök nem fog megjelenni a harmadik vitán se.[136]
  - szeptember 26.: bejelentik a második republikánus elnökjelölti vita résztvevői listáját: Ron DeSantis, Nikki Haley, Tim Scott, Vivek Ramaswamy, Mike Pence, Chris Christie, Doug Burgum. Asa Hutchinson ezúttal nem kapott helyet.[137]
  - szeptember 27.: megrendezésre kerül a második elnökjelölti vita a Ronald Reagan Elnöki Könyvtárban.[138] A résztvevőknek legalább 3%-kal kellett rendelkezniük közvéleménykutatásokon és ötvenezer embertől kellett adományt kapniuk.[139]
- október
  - október 2.: az Egyesült Államok Legfelsőbb Bírósága nem volt hajlandó tárgyalásra vinni John Anthony Castro perét Donald Trump ellen.[140][141]
  - október 6.: Steve Laffey visszalép.[142]
  - október 9.: Will Hurd visszalép.[143]
  - október 13.: Corey Stapleton visszalép.[144]
  - október 17.: a Washingtoni Körzeti Bíróság bírája, Tanya S. Chutkan megtiltotta, hogy Donald Trump szóba hozza az államügyészeket, akik az ellene folyó eljárásokban ki lettek nevezve vagy megkeresett szemtanúkat. Ez volt az első alkalom, hogy egy választás idején egy elnök szólásszabadságát korlátozták.[145]
  - október 20.
    - Perry Johnson visszalép.[146]
    - Chutkan visszavonja a három nappal korábbi döntését, hogy Trump fellebbezhesse azt.[147]

  - október 26.: Larry Elder visszalép, Trump javára.[148]
  - október 28.: Mike Pence visszalépett.[149]
  - október 30.: Chutkan másodjára is életbe lépteti a tiltást.[150]
- november
  - november 3.: a Washingtoni Körzeti Bíróság visszavonja Chutkan tiltását, legalább november 20-ig, mikor egy bizottság fogja meghallgatni az érveket.[151]
  - november 6.: bejelentik a harmadik republikánus elnökjelölti vita résztvevői listáját: Donald Trump, Ron DeSantis, Nikki Haley, Vivek Ramaswamy, Chris Christie, Tim Scott. A résztvevőknek legalább 4%-kal kellett rendelkezniük közvéleménykutatásokon Iowában vagy New Hampshire-ben és ötvenezer embertől kellett adományt kapniuk.[152]
  - november 8.: megrendezésre kerül a harmadik elnökjelölti vita, Miamiban.[153]
  - november 12.: Tim Scott visszalép.[154]
  - november 20.: a Washingtoni Körzeti Bíróság megegyezik Trump ügyvédjeivel, hogy az elnök nem beszélhet negatívan az ügyészekről, leszűkítve az eredeti tiltás mértékét.[155]
  - november 27.: a Trump ellen hozott tiltás felfüggesztése New York-i ügyével kapcsolatban, lejár.[156]
  - november 30.: Ron DeSantis vitát tart Gavin Newsom, Kalifornia kormányzója ellen.[157]
- december
  - december 4.: Doug Burgum visszalép.[158]
  - december 26.: megrendezésre kerül a negyedik elnökjelölti vita Tuscaloosában, az Arizonai Egyetemen.[159] A résztvevők: Ron DeSantis, Nikki Haley, Chris Christie, Vivek Ramaswamy.

### 2024
- január 15.: megtartják az első előválasztást, az Iowai pártgyűlést.
- november 5.: az elnökválasztás napja.

## Előválasztások és pártgyűlések dátumai
| Dátum                   | Delegáltak    | Delegáltak    | Előválasztások/pártgyűlések                                                                 |
| ----------------------- | ------------- | ------------- | ------------------------------------------------------------------------------------------- |
| Január 15.              | 40            | 40            | Iowai pártgyűlés                                                                            |
| Január 23.              | 22            | 22            | New Hampshire-i előválasztás                                                                |
| Február 6.              | –             | –             | Nevadai előválasztás (Az állam kormánya által kiírt szavazás, a párt nem veszi figyelembe.) |
| Február 8.              | 30            | 26            | Nevadai pártgyűlés                                                                          |
| Február 8.              | 30            | 4             | Virgin-szigeteki előválasztás                                                               |
| Február 24.             | 50            | 50            | Dél-karolinai előválasztás                                                                  |
| Február 27.             | 16            | 16            | Michigani előválasztás                                                                      |
| Március 2.              | 125           | 39            | Michigani előválasztás                                                                      |
| Március 2.              | 125           | 32            | Idahói pártgyűlés                                                                           |
| Március 2.              | 125           | 54            | Missouri pártgyűlés                                                                         |
| Március 3.              | 19            | 19            | Fővárosi előválasztés                                                                       |
| Március 4.              | 29            | 29            | Észak-dakotai pártgyűlés                                                                    |
| Március 5. (Szuperkedd) | 874           | 49            | Alabamai előválasztás                                                                       |
| Március 5. (Szuperkedd) | 874           | 28            | Alaszkai előválasztás                                                                       |
| Március 5. (Szuperkedd) | 874           | 40            | Arkansasi előválasztás                                                                      |
| Március 5. (Szuperkedd) | 874           | 169           | Kaliforniai előválasztás                                                                    |
| Március 5. (Szuperkedd) | 874           | 37            | Coloradói előválasztás                                                                      |
| Március 5. (Szuperkedd) | 874           | 20            | Maine-i előválasztás                                                                        |
| Március 5. (Szuperkedd) | 874           | 40            | Massachusettsi előválasztás                                                                 |
| Március 5. (Szuperkedd) | 874           | 39            | Minnesotai előválasztás                                                                     |
| Március 5. (Szuperkedd) | 874           | 75            | Észak-karolinai előválasztás                                                                |
| Március 5. (Szuperkedd) | 874           | 43            | Oklahomai előválasztás                                                                      |
| Március 5. (Szuperkedd) | 874           | 58            | Tennessee-i előválasztás                                                                    |
| Március 5. (Szuperkedd) | 874           | 162           | Texasi előválasztás                                                                         |
| Március 5. (Szuperkedd) | 874           | 40            | Utahi előválasztás                                                                          |
| Március 5. (Szuperkedd) | 874           | 17            | Vermonti előválasztás                                                                       |
| Március 5. (Szuperkedd) | 874           | 48            | Virginiai előválasztás                                                                      |
| Március 8.              | 9             | 9             | Amerikai Szamoai pártgyűlés                                                                 |
| Március 12.             | 160           | 59            | Georgiai előválasztás                                                                       |
| Március 12.             | 160           | 19            | Hawaii előválasztás                                                                         |
| Március 12.             | 160           | 39            | Mississippi előválasztás                                                                    |
| Március 12.             | 160           | 43            | Washingtoni előválasztás                                                                    |
| Március 15.             | 9             | 9             | Északi-Mariana-szigeteki pártgyűlés                                                         |
| Március 16.             | 9             | 9             | Guami pártgyűlés                                                                            |
| Március 19.             | 349           | 43            | Arizonai előválasztás                                                                       |
| Március 19.             | 349           | 125           | Floridai előválasztás                                                                       |
| Március 19.             | 349           | 64            | Illinois-i előválasztás                                                                     |
| Március 19.             | 349           | 39            | Kansasi előválasztás                                                                        |
| Március 19.             | 349           | 78            | Ohiói előválasztás                                                                          |
| Március 23.             | 46            | 46            | Louisianai előválasztás                                                                     |
| Április 2.              | 195           | 28            | Connecticuti előválasztás                                                                   |
| Április 2.              | 195           | 16            | Delaware-i előválasztás                                                                     |
| Április 2.              | 195           | 91            | New York-i előválasztás                                                                     |
| Április 2.              | 195           | 19            | Rhode Islandi előválasztás                                                                  |
| Április 2.              | 195           | 41            | Wisconsini előválasztás                                                                     |
| Április 18–20.          | 29            | 29            | Wyomingi pártgyűlés                                                                         |
| Április 21.             | 23            | 23            | Puerto Ricó-i előválasztás                                                                  |
| Április 23.             | 67            | 67            | Pennsylvaniai előválasztás                                                                  |
| Május 7.                | 58            | 58            | Indianai előválasztás                                                                       |
| Május 14.               | 104           | 37            | Marylandi előválasztás                                                                      |
| Május 14.               | 104           | 36            | Nebraskai előválasztás                                                                      |
| Május 14.               | 104           | 31            | Nyugat-virginiai előválasztás                                                               |
| Május 21.               | 77            | 46            | Kentucky pártgyűlés                                                                         |
| Május 21.               | 77            | 31            | Oregoni előválasztás                                                                        |
| Június 4.               | 131           | 31            | Montanai előválasztás                                                                       |
| Június 4.               | 131           | 49            | New Jersey-i előválasztás                                                                   |
| Június 4.               | 131           | 22            | Új-mexikói előválasztás                                                                     |
| Június 4.               | 131           | 29            | Dél-dakotai előválasztás                                                                    |
| Július 15–18.           | Július 15–18. | Július 15–18. | 2024-es Republikánus Nemzeti Gyűlés                                                         |

## Támogatások
| Ron DeSantis |
| --- |
| Szövetségi tisztviselők - Ed Rollins, a Fehér Ház politikai és kormányügyi igazgatója (1985), a Fehér Ház politikai igazgatója (1982–1983) - Donald Tapia, az Egyesült Államok nagykövete Jamaicába (2019–2021) Szövetségi szenátorok - Cynthia Lummis, az Egyesült Államok szenátora Wyomingból (2021–napjainkig); az Egyesült Államok képviselője Wyomingból (2009–2017) Szövetségi képviselők - Mo Brooks, az Egyesült Államok képviselője Alabamából (2011–napjainkig) - Rodney Davis, az Egyesült Államok képviselője Illinois-ból (2013–2023) - Matt Salmon, az Egyesült Államok képviselője Arizonából (1995–2001; 2013–2017) - Francis Rooney, az Egyesült Államok képviselője Floridából (2017–2021) Állami tisztviselők - John Dougall, Utah állami számvevője (2013–napjainkig) Állami törvényhozók - Scott Sandall, Utah állami szenátora (2019–napjainkig) - Todd Weiler, Utah állami szenátora (2012–napjainkig) - Lincoln Fillmore, Utah állami szenátora (2016–napjainkig) - Daniel McCay, Utah állami szenátora (2019–napjainkig) - Kirk Cullimore Jr., Utah állami szenátora (2019–napjainkig) - Mike Kennedy, Utah állami szenátora (2021–napjainkig) - Jake Anderegg, Utah állami szenátora (2017–napjainkig) - Curt Bramble, Utah állami szenátora (2001–napjainkig) - Mike McKell, Utah állami szenátora (2021–napjainkig) - Derrin Owens, Utah állami szenátora (2021–napjainkig) - Evan Vickers, Utah állami szenátora (2013–napjainkig); Utah Szenátusának többségi vezetője (2019–napjainkig) - Phil Green, Michigan állami képviselője (2019–napjainkig) - Bryan Posthumus, Michigan állami képviselője (2021–napjainkig) - Jefferson Moss, Utah állami képviselője (2017–napjainkig); Utah Képviselőházának többségi whipje (2021–napjainkig) - Dan Johnson, Utah állami képviselője (2019–napjainkig) - Casey Snider, Utah állami képviselője (2019–napjainkig) - Ryan Wilcox, Utah állami képviselője (2009–2014 and 2021–napjainkig) - Mike Schultz, Utah állami képviselője (2015–napjainkig); Utah Képviselőházának többségi vezetője (2021–napjainkig) - Karen M. Peterson, Utah állami képviselője (2022–napjainkig) - Karianne Lisonbee, Utah állami képviselője (2017–napjainkig) - Timothy Hawkes, Utah állami képviselője (2015–napjainkig) - Raymond Ward, Utah állami képviselője (2015–napjainkig) - Melissa Garff Ballard, Utah állami képviselője (2019–napjainkig) - Brady Brammer, Utah állami képviselője (2019–napjainkig) - Jordan Teuscher, Utah állami képviselője (2021–napjainkig) - Ken Ivory, Utah állami képviselője (2011–2019; 2021–napjainkig) - Keven Stratton, Utah állami képviselője (2013–napjainkig) - Robert Spendlove, Utah állami képviselője (2014–napjainkig) - Susan Pulsipher, Utah állami képviselője (2017–napjainkig) - Candice Pierucci, Utah állami képviselője (2019–napjainkig) - Kera Birkeland, Utah állami képviselője (2020–napjainkig) - Kay Christofferson, Utah állami képviselője (2013–napjainkig) - Jon Hawkins, Utah állami képviselője (2019–napjainkig) - Marsha Judkins, Utah állami képviselője (2018–napjainkig) - Jefferson S. Burton, Utah állami képviselője (2021–napjainkig) - Doug Welton, Utah állami képviselője (2021–napjainkig) - Christine Watkins, Utah állami képviselője (2017–napjainkig) - Walt Brooks, Utah állami képviselője (2016–napjainkig) Megyei tisztviselők - Aimee Winder Newton, Salt Lake megye tanácsának tagja (2014–napjainkig) Egyének - Azealia Banks, rapper - Kenneth C. Griffin, hedge fund-menedzser, vállalkozó és befektető - Meghan McCain, politikai szakértő - Lachlan Murdoch, üzletember, Ruper Murdoch utódja - Rupert Murdoch, a News Corporation és a Fox Corporation vezérigazgatója - Elon Musk, a Tesla, Inc., a SpaceX és a Twitter vezérigazgatója - Stephen M. Ross, ingatlankereskedő, sportcsapat-tulajdonos |
| Perry Johnson |
| Szövetségi tisztviselők - Pete Hoekstra, az Amerikai Egyesült Államok nagykövete Hollandiába (2018–2021), az Egyesült Államok képviselője Michiganből (1993–2011) Egyének - James Craig, Detroit polgármester-helyettese (2016–2021); Dertroit rendőrfőnöke (2013–2021) |
| Nikki Haley |
| Szövetségi képviselők - Ralph Norman, az Egyesült Államok képviselője Dél-Karolinából (2017–napjainkig) Kormányzók - Kim Reynolds, Iowa (2017–napjainkig) Párthivatalnokok - Katon Dawson, a Dél-karolinai Republikánus Párt elnöke (2002–2009) Állami törvényhozók - Austin Harris, Iowa Képviselőháznak tagja (2023–napjainkig) Egyének - Cindy Warmbier, Otto Warmbier anyja - Paul Singer, aktivista, hedge fund menedzser - Don Bolduc, visszavonult dandártábornok |
| Mike Pence |
| Szövetségi képviselő - Peter King, az Egyesült Államok képviselője New Yorkból (1993–2021) - Greg Pence, az Egyesült Államok képviselője Indianából (2019–napjainkig); Mike Pence testvére Állami hivatalnokok - Art Pope, Észak-Karolina költségvetési igazgatója (2013-2014) Egyének - Robert Jeffress, lelkész - Bob Vander Plaats, aktivista |
| Mike Pompeo |
| Szövetségi képviselő - Jake LaTurner, az Egyesült Államok képviselője Kansasből (2021–napjainkig) |
| Vivek Ramaswamy |
| Egyének - Bill Ackman, hedge fund menedzser |
| Tim Scott |
| Szövetségi szenátorok - John Barrasso, az Amerikai Egyesült Államok szenátora Wyomingból (2007–napjainkig) - John Cornyn, az Amerikai Egyesült Államok szenátora Texas-ból (2002–napjainkig) - Joni Ernst, az Amerikai Egyesült Államok szenátora Iowából (2015–napjainkig) - Cory Gardner, az Amerikai Egyesült Államok szenátora Coloradóból (2015–2021) |
| Donald Trump |
| Szövetségi tisztviselők - Katie Arrington, a Védelmi Minisztérium alminiszterének CISO-ja (2019–2022), Dél-Karolina Képviselőházának tagja (2017–2019) - Steve Bannon, elnöki tanácsadó (2017) - Gary Bauer, oktatási alminiszter (1985–1987) - Steven Cheung, az elnök tanácsadója (2017–2018) - Boris Epshteyn, a Fehér Ház kommunikációs igazgatóhelyettese (2017) - Michael Flynn, nemzetbiztonsági tanácsadó (2017) - Gorka Sebestyén, az elnök helyettes tanácsadója (2017) - Brian Jack, a Fehér Ház politikai igazgatója (2019–2021) - Keith Kellogg, megbízott nemzetbiztonsági tanácsadó (2017) - Jeffrey Lord, a Fehér Ház helyettes politikai igazgatója (1987–1988) - Peter McCoy Jr., Dél-Karolina ügyésze (2020–2021) - John McEntee, a Fehér Ház személyzeti irodájának igazgatója (2020–2021) - Ed McMullen, svájci és liechtensteini nagykövet (2017–2021) - Robert C. O’Brien, nemzetbiztonsági tanácsadó (2019–2021) - Kash Patel, a védelmi minisztérium kabinetfőnöke (2020–2021) - Dan Scavino, a Fehér Ház helyettes kabinetfőnöke (2020–2021) és közösségi média-igazgatója (2017–2021) - Russell Vought, menedzsment és költségvetési iroda igazgatója (2019–2021) Szövetségi szenátorok - Lindsey Graham, az Egyesült Államok szenátora Dél-Karolinából (2003–napjainkig) - Markwayne Mullin, az Egyesült Államok szenátora Oklahomából (2023–napjainkig) - Eric Schmitt, az Egyesült Államok szenátora Missouriból (2023–napjainkig) - Tommy Tuberville, az Egyesült Államok szenátora Alabamából (2021–napjainkig) - J. D. Vance, az Egyesült Államok szenátora Ohióból (2023–napjainkig) Szövetségi képviselők - Jim Banks, az Egyesült Államok képviselője Indianából (2017–napjainkig) - Andy Biggs, az Egyesült Államok képviselője Arizonából (2017–napjainkig) - Lauren Boebert, az Egyesült Államok képviselője Coloradóból (2021–napjainkig) - Josh Brecheen, az Egyesült Államok képviselője Oklahomából (2023–) - Mike Carey, az Egyesült Államok képviselője Ohióból (2021–napjainkig) - Madison Cawthorn, az Egyesült Államok képviselője Észak-Karolinából (2021–2023) - Andrew Clyde, az Egyesült Államok képviselője Georgiából (2021–napjainkig) - Connie Conway, az Egyesült Államok képviselője Kaliforniából (2022–2023) - Eli Crane, az Egyesült Államok képviselője Arizonából (2023–napjainkig) - Chuck Fleischmann, az Egyesült Államok képviselője Tennesseeből (2011–napjainkig) - Russell Fry, az Egyesült Államok képviselője Dél-Karolinából (2023–) - Matt Gaetz, az Egyesült Államok képviselője Floridából (2017–napjainkig) - Paul Gosar, az Egyesült Államok képviselője Arizonából (2011–napjainkig) - Tony Gonzales, az Egyesült Államok képviselője Texasból (2021–napjainkig) - Marjorie Taylor Greene, az Egyesült Államok képviselője Georgiából (2021–napjainkig) - Harriet Hageman, az Egyesült Államok képviselője Wyomingból - Clay Higgins, az Egyesült Államok képviselője Louisianából (2017–napjainkig) - Richard Hudson, az Egyesült Államok képviselője Észak-Karolinából (2013–napjainkig) - Wesley Hunt, az Egyesült Államok képviselője Texasból (2023–) - Ronny Jackson, az Egyesült Államok képviselője Texasból (2021–napjainkig); az elnök egészségügyi tanácsadója (2019); az elnök orvosa (2013–2018) - Jim Jordan, az Egyesült Államok képviselője Ohióból (2007–napjainkig) - Jason Lewis, az Egyesült Államok képviselője Minnesotából (2017–2019) - Brian Mast, az Egyesült Államok képviselője Floridából (2017–napjainkig) - Mary Miller, az Egyesült Államok képviselője Illinois-ból (2021–napjainkig) - Max Miller, az Egyesült Államok képviselője Ohióbó (2023–) - Alex Mooney, az Egyesült Államok képviselője Nyugat-Virginiából (2015–napjainkig) - Barry Moore, az Egyesült Államok képviselője Alabamából (2021–napjainkig) - Troy Nehls, az Egyesült Államok képviselője Texasból (2021–napjainkig) - Andy Ogles, az Egyesült Államok képviselője Tennesseeből (2023–napjainkig) - George Santos, az Egyesült Államok képviselője New Yorkból (2023–napjainkig) - Elise Stefanik, az Egyesült Államok képviselője New Yorkból (2015–napjainkig); a Képviselőházi Republikánus Pártgyűlés elnöke (2021–napjainkig) - Dale Strong, az Egyesült Államok képviselője Alabamából (2023–napjainkig) - William Timmons, az Egyesült Államok képviselője Dél-Karolinából (2019–napjainkig) - Jeff Van Drew, az Egyesült Államok képviselője New Jerseyből (2019–napjainkig) - Joe Wilson, az Egyesült Államok képviselője Dél-Karolinából (2001–napjainkig) Kormányzók - Jim Justice, Nyugat-Virginia kormányzója (2017–napjainkig) - Henry McMaster, Dél-Karolina kormányzója (2017–napjainkig) - Sarah Palin, Alaszka kormányzója (2006–2009) Állami tisztviselők - André Bauer, Dél-Karolina alkormányzója (2003–2011) - Daniel Cameron, Kentucky főügyésze (2019–napjainkig) - Pamela Evette, Dél-Karolina alkormányzója (2019–napjainkig) - Adam Laxalt, Nevada főügyésze (2015–2019) - Curtis Loftis, Dél-Karolina pénzügyminisztere (2011–napjainkig) - Josh Mandel, Ohio pénzügyminisztere (2011–2019) - Sid Miller, Texas agrikulturális biztosa (2015–napjainkig) - Riley Moore, Nyugat-Virginia pénzügyminisztere (2021–napjainkig) - Ken Paxton, Texas főügyésze (2015–napjainkig) - Dan Patrick, Texas alkormányzója (2015–napjainkig) Állami törvényhozók - Robert Auth, New Jersey állami gyűlésének tagja (2014–napjainkig) - Amanda Chase, Virginia Szenátusának tagja (2016–napjainkig) - Mark Finchem, Arizona Képviselőházának tagja (2015–napjainkig) - Joe Gruters, Florida Képviselőházának tagja (2018–napjainkig), a Floridai Republikánus Párt elnöke (2019–napjainkig) - Candice Keller, Ohio Képviselőházának tagja (2016–2020) - Bob McDermott, Hawaii Képviselőházának tagja (1996–napjainkig) - Wendy Rogers, Arizona Szenátusának tagja (2021–napjainkig) - Mike Stuart, Nyugat-Virginia Szenátusának tagja (2022–napjainkig), Nyugat-Virginia déli kerületének jogásza (2018–2022) Pártelnökök - Meshawn Maddock, a Michigani Republikánsu Párt elnöke (2021–napjainkig) - Anthony Sabatini, a Lake megyei Republikánus Párt elnöke (2022–napjainkig), Florida Képviselőházának tagja (2018–2022) Egyének - Mark Burns, lelkész - Colby Covington, MMA-sportoló - Johnny Damon, visszavonult kosárlabdázó - Robert Davi, színész - Diamond and Silk, a NewsMax műsorvezetői - Tony Fabrizio, közvélemény-kutató - Kimberly Guilfoyle, televíziós személyiség - Charles Herbster, vezérigazgató - Charlie Kirk, konzervatív aktivista, a Turning Point USA vezérigazgatója - Chris LaCivita, politikai tanácsadó - Kari Lake, hírbemondó - Mike Lindell, a MyPillow vezérigazgatója, összeesküvés elmélet-hívő - Timothy Mellon, a Pan Am Systems tulajdonosa - Randy Quaid, színész - Antonio Sabàto Jr., színész - Roger Stone, politikai tanácsadó - Donald Trump Jr., üzletember, Donald Trump fia - Eric Trump, üzletember, Donald Trump fia - Lara Trump, producer - Melania Trump, az Egyesült Államok first ladyje (2017–2021); Donald Trump felesége - Jon Voight, színész - Susie Wiles, politikai tanácsadó - L. Lin Wood, jogász Szervezetek - California College Republicans - Gays for Trump - LaRouche PAC - National Diversity Coalition for Trump - New York Young Republican Club - Priests for Life - Veterans for America First |
| Nem volt hajlandó senkit támogatni |
| Egyének - Tucker Carlson, a Tucker Carlson Tonight műsorvezetője (2016–napjainkig), a The Daily Caller alapítója |

## Kampányköltségek
| Jelölt     | Összegyűjtött | Összegyűjtött a legutóbbi negyed kezdete óta | Egyéni hozzájárulások | Egyéni hozzájárulások | Egyéni hozzájárulások | Adósság     | Elköltött   | Elköltött a legutóbbi negyed kezdete óta | COH         |
| Jelölt     | Összegyűjtött | Összegyűjtött a legutóbbi negyed kezdete óta | Összesen              | Nem tételezett        | %                     | Adósság     | Elköltött   | Elköltött a legutóbbi negyed kezdete óta | COH         |
| ---------- | ------------- | -------------------------------------------- | --------------------- | --------------------- | --------------------- | ----------- | ----------- | ---------------------------------------- | ----------- |
| Christie   | $5 439 033    | $3 782 647                                   | $5 405 108            | $1 515 736            | 28,0%                 | $0          | $1 523 814  | $1 457 602                               | $3 915 219  |
| DeSantis   | $31 647 462   | $11 159 968                                  | $29 053 203           | $5 587 634            | 19,2%                 | $1 089 428  | $19 320 557 | $11 073 186                              | $12 326 905 |
| Haley      | $18 709 236   | $8 240 333                                   | $14 115 020           | $3 413 529            | 24,2%                 | $0          | $7 157 544  | $3 502 174                               | $11 551 692 |
| Hutchinson | $1 249 302    | $666 781                                     | $1 127 734            | $466 918              | 41,4%                 | $0          | $924 015    | $720 172                                 | $325 287    |
| Ramaswamy  | $26 609 180   | $7 444 499                                   | $9 560 937            | $4 466 614            | 46,7%                 | $15 250 000 | $22 361 303 | $12 227 262                              | $4 247 877  |
| Trump      | $60 523 078   | $24 535 602                                  | $198 506              | $48 495               | 24,4%                 | $295 222    | $22 981 118 | $9 510 032                               | $37 541 961 |
| Burgum     | $15 179 666   | $3 411 365                                   | $2 935 366            | $593 430              | 20,2%                 | $12 200 653 | $12 857 090 | $4 742 728                               | $2 322 576  |
| Elder      | $1 437 945    | $970 414                                     | $1 412 068            | $958 737              | 63,7%                 | $0          | $1 193 444  | $1 050 530                               | $244 501    |
| Hurd       | $1 452 538    | $1 179 025                                   | $1 449 065            | $731 948              | 50,5%                 | $0          | $1 229 463  | $1 201 069                               | $223 074    |
| Johnson    | $14 569 477   | $5 762 284                                   | $147 720              | $0                    | 0%                    | $12 502 240 | $13 441 587 | $7 174 976                               | $1 127 750  |
| Pence      | $4 525 729    | $3 356 996                                   | $4 345 294            | $1 830 940            | 42,1%                 | $621 445    | $3 344 277  | $3 269 934                               | $1 181 451  |
| Scott      | $13 048 548   | $4 597 516                                   | $11 085 680           | $3 676 600            | 33,2%                 | $927 827    | $21 902 702 | $12 374 262                              | $13 330 124 |
| Suarez     | $1 425 517    | $480 067                                     | $1 425 517            | $125 798              | 8,8%                  | $35 903     | $1 365 124  | $1 318 524                               | $60 393     |

## Közvéleménykutatások

### Országos közvéleménykutatás
Összesített közvéleménykutatás
| Forrás              | Dátum                           | Frissítve         | Doug Burgum | Chris Christie | Ron DeSantis | Larry Elder | Nikki Haley | Will Hurd | Asa Hutchinson | Mike Pence | Vivek Ramaswamy | Tim Scott | Donald Trump | Más/ Nem döntött | Előny |
| ------------------- | ------------------------------- | ----------------- | ----------- | -------------- | ------------ | ----------- | ----------- | --------- | -------------- | ---------- | --------------- | --------- | ------------ | ---------------- | ----- |
| 270 to Win          | 2023. szeptember 27–október 15. | 2023. október 17. | 0.6%        | 3.0%           | 13.2%        | 0.0%        | 7.2%        | –         | 0.8%           | 5.0%       | 7.0%            | 1.8%      | 57.6%        | 3.8%             | 44.4% |
| Race to the WH      | 2023. október 15-ig             | 2023. október 17. | 0.7%        | 2.9%           | 13.0%        | 0.1%        | 6.6%        | 0.1%      | 0.5%           | 4.3%       | 7.3%            | 2.2%      | 56.8%        | 5.5%             | 43.8% |
| Real Clear Politics | 2023. szeptember 27–október 15. | 2023. október 17. | 0.8%        | 2.8%           | 13.1%        | –           | 7.7%        | –         | 0.6%           | 3.8%       | 6.0%            | 2.0%      | 58.1%        | 5.1%             | 45.0% |
| FiveThirtyEight     | 2023. október 15-ig             | 2023. október 17. | 0.8%        | 3.2%           | 13.9%        | –           | 7.1%        | –         | 0.5%           | 4.6%       | 6.9%            | 2.0%      | 57.0%        | 4.0%             | 43.1% |
| Átlag               | Átlag                           | Átlag             | 0.7%        | 3.0%           | 13.3%        | 0.1%        | 7.2%        | 0.1%      | 0.6%           | 4.4%       | 6.8%            | 2.0%      | 57.4%        | 4.4%             | 44.1% |

| Big Village                                                                             | 2023. február 15–17.                 | 346 (A)                          | –                                | 4%                               | 24%                              | 7%                               | 9%                               | 50%                              | 4%                               | 2%                               |                                  |                                  |                                  |                                  |                                  |                                  |                                  |
|                                                                                         | 2023. február 14.                    | Nikki Haley bejelenti kampányát  | Nikki Haley bejelenti kampányát  | Nikki Haley bejelenti kampányát  | Nikki Haley bejelenti kampányát  | Nikki Haley bejelenti kampányát  | Nikki Haley bejelenti kampányát  | Nikki Haley bejelenti kampányát  | Nikki Haley bejelenti kampányát  | Nikki Haley bejelenti kampányát  | Nikki Haley bejelenti kampányát  | Nikki Haley bejelenti kampányát  | Nikki Haley bejelenti kampányát  | Nikki Haley bejelenti kampányát  | Nikki Haley bejelenti kampányát  | Nikki Haley bejelenti kampányát  | Nikki Haley bejelenti kampányát  |
| Quinnipiac University                                                                   | 2023. február 9–14.                  | 592 (RV)                         | –                                | 2%                               | 36%                              | 5%                               | 4%                               | 42%                              | 7%                               | 4%                               |                                  |                                  |                                  |                                  |                                  |                                  |                                  |
| Morning Consult                                                                         | 2023. február 10–12.                 | 3,258 (RV)                       | –                                | 3%                               | 31%                              | 3%                               | 7%                               | 47%                              | 9%                               | –                                |                                  |                                  |                                  |                                  |                                  |                                  |                                  |
| The Economist/YouGov                                                                    | 2023. február 4–7.                   | 1,496 (A)                        | –                                | 3%                               | 18%                              | 7%                               | 8%                               | 26%                              | 12%                              | 27%                              |                                  |                                  |                                  |                                  |                                  |                                  |                                  |
| YouGov/Yahoo                                                                            | 2023. február 2–6.                   | –                                | –                                | –                                | 35%                              | 11%                              | –                                | 38%                              | –                                | –                                |                                  |                                  |                                  |                                  |                                  |                                  |                                  |
| Monmouth University                                                                     | 2023. január 26. – február 2.        | 2476 (RV)                        | –                                | 1%                               | 33%                              | 1%                               | 2%                               | 33%                              | 6%                               | 24%                              |                                  |                                  |                                  |                                  |                                  |                                  |                                  |
| North Star Opinion Research Archiválva 2023. február 1-i dátummal a Wayback Machine-ben | 2023. január 16–21.                  | 1,000 (LV)                       | ± 3.1%                           | –                                | 39%                              | 4%                               | 9%                               | 28%                              | 10%                              | 13%                              |                                  |                                  |                                  |                                  |                                  |                                  |                                  |
| Harvard/Harris                                                                          | 2023. január 18–19.                  | 2,050 (RV)                       | –                                | 1%                               | 28%                              | 3%                               | 7%                               | 48%                              | 13%                              | 6%                               |                                  |                                  |                                  |                                  |                                  |                                  |                                  |
| The Economist/YouGov                                                                    | 2023. január 14–17.                  | 472 (R)                          | –                                | 3%                               | 32%                              | 4%                               | 5%                               | 44%                              | 1%                               | 9%                               |                                  |                                  |                                  |                                  |                                  |                                  |                                  |
| Morning Consult                                                                         | 2023. január 6–8.                    | 4,470 (RV)                       | –                                | 2%                               | 33%                              | 2%                               | 9%                               | 46%                              | 7%                               | –                                |                                  |                                  |                                  |                                  |                                  |                                  |                                  |
| Morning Consult                                                                         | 2022. december 21. – 2023. január 2. | 4,829 (RV)                       | ± 1.0%                           | 2%                               | 34%                              | 3%                               | 8%                               | 45%                              | 8%                               | –                                |                                  |                                  |                                  |                                  |                                  |                                  |                                  |
| YouGov/Yahoo News                                                                       | 2022. december 15–19.                | 449 (RV)                         | ± 2.7%                           | –                                | 37%                              | 5%                               | 4%                               | 39%                              | 7%                               | 8%                               |                                  |                                  |                                  |                                  |                                  |                                  |                                  |
| Morning Consult                                                                         | 2022. december 16–18.                | 4,105 (RV)                       | ± 2.0%                           | 3%                               | 33%                              | 2%                               | 8%                               | 48%                              | 7%                               | –                                |                                  |                                  |                                  |                                  |                                  |                                  |                                  |
| Big Village                                                                             | 2022. december 16–18.                | 357 (A)                          | ± 3.1%                           | 4%                               | 27%                              | 4%                               | 10%                              | 51%                              | 5%                               | –                                |                                  |                                  |                                  |                                  |                                  |                                  |                                  |
| Harris Poll/Harvard University Center for American Political Studies                    | 2022. december 14–15.                | –                                | –                                | 2%                               | 25%                              | 4%                               | 6%                               | 48%                              | 4%                               | 11%                              |                                  |                                  |                                  |                                  |                                  |                                  |                                  |
| Echelon Insights                                                                        | 2022. december 12–14.                | 454 (RV)                         | –                                | 2%                               | 32%                              | 4%                               | 4%                               | 41%                              | 9%                               | 8%                               |                                  |                                  |                                  |                                  |                                  |                                  |                                  |
| Echelon Insights                                                                        | 2022. december 12–14.                | 418 (RV)                         | –                                | 2%                               | 35%                              | 3%                               | 4%                               | 40%                              | 6%                               | 10%                              |                                  |                                  |                                  |                                  |                                  |                                  |                                  |
| McLaughlin & Associates                                                                 | 2022. december 9–14.                 | 480 (RV)                         | –                                | –                                | 23%                              | 3%                               | 5%                               | 49%                              | 14%                              | 8%                               |                                  |                                  |                                  |                                  |                                  |                                  |                                  |
| Monmouth University                                                                     | 2022. december 8–12.                 | 563 (RV)                         | ± 3.1%                           | 1%                               | 39%                              | 1%                               | 2%                               | 26%                              | 6%                               | 25%                              |                                  |                                  |                                  |                                  |                                  |                                  |                                  |
| Morning Consult/Politico                                                                | 2022. december 9–12.                 | 4,215 (RV)                       | ± 2.0%                           | 2%                               | 31%                              | 2%                               | 8%                               | 49%                              | 7%                               | –                                |                                  |                                  |                                  |                                  |                                  |                                  |                                  |
| YouGov/Yahoo News                                                                       | 2022. december 1–5.                  | 1,635 (A)                        | ± 2.6%                           | –                                | 30%                              | 5%                               | 5%                               | 35%                              | 13%                              | 12%                              |                                  |                                  |                                  |                                  |                                  |                                  |                                  |
| The Economist/YouGov                                                                    | 2022. november 26–29.                | 1,500 (A)                        | –                                | 3%                               | 30%                              | 3%                               | 8%                               | 36%                              | 13%                              | 7%                               |                                  |                                  |                                  |                                  |                                  |                                  |                                  |
| Morning Consult/Politico                                                                | 2022. november 18–20.                | 849 (RV)                         | –                                | 3%                               | 30%                              | 2%                               | 7%                               | 45%                              | 13%                              | –                                |                                  |                                  |                                  |                                  |                                  |                                  |                                  |
| Emerson College                                                                         | 2022. november 18–19.                | 614 (RV)                         | ± 2.5%                           | 3%                               | 25%                              | 3%                               | 8%                               | 55%                              | 6%                               | –                                |                                  |                                  |                                  |                                  |                                  |                                  |                                  |
|                                                                                         | 2022. november 15.                   | Donald Trump bejelenti kampányát | Donald Trump bejelenti kampányát | Donald Trump bejelenti kampányát | Donald Trump bejelenti kampányát | Donald Trump bejelenti kampányát | Donald Trump bejelenti kampányát | Donald Trump bejelenti kampányát | Donald Trump bejelenti kampányát | Donald Trump bejelenti kampányát | Donald Trump bejelenti kampányát | Donald Trump bejelenti kampányát | Donald Trump bejelenti kampányát | Donald Trump bejelenti kampányát | Donald Trump bejelenti kampányát | Donald Trump bejelenti kampányát | Donald Trump bejelenti kampányát |
| Zogby Analytics                                                                         | 2022. november 9–11.                 | 864 (LV)                         | ± 3.3%                           | –                                | 28%                              | 3%                               | 8%                               | 47%                              | 7%                               | 8%                               |                                  |                                  |                                  |                                  |                                  |                                  |                                  |
|                                                                                         | 2022. november 8.                    | 2022-es választások              | 2022-es választások              | 2022-es választások              | 2022-es választások              | 2022-es választások              | 2022-es választások              | 2022-es választások              | 2022-es választások              | 2022-es választások              | 2022-es választások              | 2022-es választások              | 2022-es választások              | 2022-es választások              | 2022-es választások              | 2022-es választások              | 2022-es választások              |

| Forrás                                                                                            | Dátum                               | Megkérdezettek | Hibahatár | Tucker Carlson | Ted Cruz | Ron DeSantis | Nikki Haley | Josh Hawley | Larry Hogan | Mike Pence | Mike Pompeo | Mitt Romney | Marco Rubio | Tim Scott | Donald Trump | Donald Trump Jr. | Más | Nem döntött |
| ------------------------------------------------------------------------------------------------- | ----------------------------------- | -------------- | --------- | -------------- | -------- | ------------ | ----------- | ----------- | ----------- | ---------- | ----------- | ----------- | ----------- | --------- | ------------ | ---------------- | --- | ----------- |
| Politico/Morning Consult                                                                          | 2022. augusztus 10.                 | 2004 (RV)      | ±2.0%     | –              | 2%       | 18%          | 2%          | 1%          | –           | 8%         | 1%          | –           | 1%          | 1%        | 56%          | –                | 1%  | –           |
| Harvard/Harris                                                                                    | 2022. július 27–28.                 | 1885 (RV)      | –         | –              | 3%       | 19%          | 5%          | –           | –           | 7%         | 1%          | –           | 1%          | 1%        | 52%          | –                | 2%  | 9%          |
| Suffolk University                                                                                | 2022. július 22–25.                 | 414 (RV)       | –         | –              | –        | 34%          | 3%          | –           | –           | 7%         | 1%          | –           | –           | –         | 43%          | –                | 5%  | 8%          |
| Politico/Morning Consult                                                                          | 2022. július 15–17.                 | 2005 (RV)      | ±2.0%     | –              | 3%       | 23%          | 2%          | –           | 0%          | 7%         | 1%          | 1%          | 1%          | 1%        | 53%          | –                | –   | –           |
| Politico/Morning Consult                                                                          | 2022. július 8–10.                  | 2005 (RV)      | ±2.0%     | –              | 2%       | 21%          | 3%          | –           | 1%          | 8%         | 1%          | 1%          | 1%          | 0%        | 52%          | –                | –   | –           |
| The New York Times/Siena College                                                                  | 2022. július 5–7.                   | 849 (RV)       | ±4.1%     | –              | 7%       | 25%          | 6%          | –           | –           | 6%         | 2%          | –           | –           | –         | 49%          | –                | 1%  | 5%          |
| McLaughlin & Associates                                                                           | 2022. január 13–18.                 | 468 (LV)       | –         | –              | –        | 13%          | 4%          | –           | 1%          | 9%         | –           | 3%          | 2%          | 1%        | 53%          | –                | –   | 8%          |
| John Bolton Super PAC Archiválva 2022. január 20-i dátummal a Wayback Machine-ben                 | 2022. január 6.                     | 501 (LV)       | –         | –              | 5%       | 19%          | 4%          | –           | –           | 4%         | 1%          | –           | 2%          | –         | 36%          | –                | –   | 22%         |
| UMass Amherst                                                                                     | 2021. december 14–20.               | 306 (A)        | –         | –              | 6%       | 20%          | 7%          | –           | –           | 6%         | 2%          | –           | –           | 4%        | 55%          | –                | –   | –           |
| McLaughlin & Associates                                                                           | 2021. november 11–16.               | 450 (LV)       | –         | –              | 2%       | 15%          | 3%          | –           | –           | 7%         | 1%          | 2%          | 1%          | 1%        | 55%          | –                | 6%  | 8%          |
| Zogby Analytics                                                                                   | 2021. november 8–10.                | 371 (LV)       | –         | –              | 2%       | 7%           | 5%          | –           | –           | 12%        | 2%          | –           | 1%          | –         | 59%          | –                | 6%  | 4%          |
| YouGov/Yahoo News                                                                                 | 2021. november 4–8.                 | 559 (A)        | –         | 3%             | –        | 21%          | 5%          | –           | –           | 4%         | –           | –           | 3%          | –         | 44%          | –                | 1%  | 19%         |
| Harvard/Harris                                                                                    | 2021. október 26–28.                | 490 (LV)       | ±4.0%     | –              | –        | 10%          | –           | –           | –           | 9%         | –           | –           | –           | –         | 47%          | –                | 15% | 19%         |
| YouGov/Yahoo News                                                                                 | 2021. október 19–21.                | 629 (A)        | –         | 1%             | –        | 18%          | 4%          | 1%          | –           | 5%         | –           | –           | 2%          | 2%        | 41%          | –                | 2%  | 24%         |
| Echelon Insights (Archived version) Archiválva 2021. október 20-i dátummal a Wayback Machine-ben. | 2021. október 15–19.                | 476 (RV)       | –         | –              | –        | –            | –           | –           | –           | –          | –           | –           | –           | –         | 66%          | –                | 31% | 4%          |
| Echelon Insights (Archived version) Archiválva 2021. október 20-i dátummal a Wayback Machine-ben. | 2021. október 15–19.                | 476 (RV)       | –         | –              | –        | 22%          | –           | –           | –           | –          | –           | –           | –           | –         | 62%          | –                | –   | 16%         |
| McLaughlin & Associates                                                                           | 2021. október 14–18.                | 463 (LV)       | –         | –              | 3%       | 10%          | 4%          | –           | –           | 9%         | 1%          | 4%          | 2%          | 1%        | 53%          | –                | 9%  | 6%          |
| Morning Consult                                                                                   | 2021. október 8–11.                 | 803 (RV)       | –         | –              | 3%       | 12%          | 3%          | 0%          | 0%          | 12%        | 0%          | 3%          | 3%          | 1%        | 47%          | 6%               | 6%  | 4%          |
| Echelon Insights Archiválva 2021. szeptember 24-i dátummal a Wayback Machine-ben                  | 2021. szeptember 17–23.             | 479 (RV)       | –         | –              | –        | –            | –           | –           | –           | –          | –           | –           | –           | –         | 59%          | –                | 32% | 9%          |
| John Bolton Super PAC Archiválva 2021. szeptember 29-i dátummal a Wayback Machine-ben             | 2021. szeptember 16–18.             | 1,000 (LV)     | ± 3.1%    | –              | 5%       | 25%          | 6%          | 1%          | –           | 3%         | –           | –           | 2%          | 2%        | 26%          | –                | 10% | 20%         |
| Harvard/Harris                                                                                    | 2021. szeptember 15–16.             | 490 (LV)       | ±4.0%     | –              | –        | 9%           | 3%          | –           | –           | 13%        | –           | –           | 3%          | –         | 58%          | –                | 0%  | 14%         |
| McLaughlin & Associates                                                                           | 2021. szeptember 9–14.              | 456 (LV)       | –         | –              | 3%       | 8%           | 2%          | –           | –           | 10%        | 1%          | 3%          | 2%          | 1%        | 59%          | –                | 7%  | 4%          |
| Emerson College                                                                                   | 2021. augusztus 30. – szeptember 1. | 395 (RV)       | ± 4.9%    | –              | 2%       | 10%          | 7%          | 1%          | –           | 6%         | –           | 3%          | –           | –         | 67%          | –                | 5%  | 1%          |
| McLaughlin & Associates                                                                           | 2021. július 29. – augusztus 3.     | 467 (LV)       | –         | –              | 3%       | 11%          | 4%          | –           | –           | 8%         | 1%          | 3%          | 3%          | 0%        | 54%          | –                | 7%  | 6%          |
| YouGov/Yahoo News                                                                                 | 2021. július 30 – augusztus 2.      | 518 (A)        | –         | 2%             | –        | 13%          | 4%          | 0%          | –           | 3%         | –           | –           | 1%          | 1%        | 58%          | –                | 1%  | 17%         |
| Fabrizio, Lee & Associates                                                                        | 2021. július 6–8.                   | 800 (RV)       | ± 3.5%    | –              | 2%       | 19%          | 3%          | 0%          | 1%          | 8%         | 0%          | 3%          | 1%          | 1%        | 47%          | -                | 2%  | 13%         |
| Fabrizio, Lee & Associates                                                                        | 2021. július 6–8.                   | 800 (RV)       | ± 3.5%    | –              | –        | 31%          | –           | –           | –           | –          | –           | –           | –           | –         | 58%          | –                | –   | 11%         |
| John Bolton Super PAC Archiválva 2021. július 19-i dátummal a Wayback Machine-ben                 | 2021. július 8.                     | 1,000 (LV)     | –         | –              | 5%       | 13%          | 5%          | 0%          | –           | 6%         | –           | –           | 3%          | 0%        | 46%          | –                | 22% | –           |
| Echelon Insights Archiválva 2021. június 24-i dátummal a Wayback Machine-ben                      | 2021. június 18–22.                 | 386 (RV)       | –         | –              | –        | –            | –           | –           | –           | –          | –           | –           | –           | –         | 59%          | –                | 35% | 6%          |
| McLaughlin & Associates                                                                           | 2021. június 16–20.                 | 444 (LV)       | –         | –              | 4%       | 9%           | 3%          | –           | –           | 8%         | 1%          | 3%          | 1%          | 1%        | 55%          | –                | 8%  | 7%          |
| YouGov/Yahoo News                                                                                 | 2021. május 24–26.                  | 378 (A)        | –         | –              | –        | –            | –           | –           | –           | –          | –           | –           | –           | –         | 65%          | –                | 19% | 16%         |
| Quinnipiac                                                                                        | 2021. május 18–24.                  | ~290 (A)       | –         | –              | –        | –            | –           | –           | –           | –          | –           | –           | –           | –         | 66%          | –                | 30% | 4%          |
| McLaughlin & Associates                                                                           | 2021. május 12–18.                  | 444 (LV)       | –         | 1%             | 3%       | 8%           | 5%          | –           | –           | 10%        | 1%          | 2%          | 0%          | 1%        | 57%          | –                | 7%  | 7%          |
| Echelon Insights Archiválva 2021. május 21-i dátummal a Wayback Machine-ben                       | 2021. május 14–17.                  | 479 (RV)       | –         | –              | –        | –            | –           | –           | –           | –          | –           | –           | –           | –         | 63%          | –                | 31% | 6%          |
| Morning Consult/Politico                                                                          | 2021. május 14–17.                  | 782 (RV)       | ± 2%      | –              | 4%       | 8%           | 4%          | 0%          | 0%          | 13%        | 1%          | 4%          | 1%          | 2%        | 48%          | 7%               | 9%  | –           |
| YouGov/Yahoo News                                                                                 | 2021. május 11–13.                  | 348 (A)        | –         | –              | –        | –            | –           | –           | –           | –          | –           | –           | –           | –         | 68%          | –                | 22% | 10%         |
| Trafalgar Group                                                                                   | 2021. április 30. – május 6.        | – (LV)         | –         | –              | –        | –            | –           | –           | –           | –          | –           | –           | –           | –         | 62%          | –                | 27% | 11%         |
| Echelon Insights Archiválva 2021. június 1-i dátummal a Wayback Machine-ben                       | 2021. április 16–23.                | 440 (RV)       | –         | –              | –        | –            | –           | –           | –           | –          | –           | –           | –           | –         | 59%          | –                | 35% | 6%          |
| McLaughlin & Associates                                                                           | 2021. április 8–13.                 | 441 (LV)       | –         | 1%             | 3%       | 7%           | 2%          | –           | –           | 10%        | 1%          | 3%          | 1%          | 1%        | 55%          | –                | 8%  | 9%          |
| PEM Management Corporation Archiválva 2021. szeptember 29-i dátummal a Wayback Machine-ben        | 2021. április 3–7.                  | 494 (LV)       | –         | –              | 7%       | 9%           | 9%          | –           | –           | 6%         | –           | –           | 3%          | –         | 44%          | –                | 1%  | –           |
| Echelon Insights                                                                                  | 2021. március 15–21.                | 1,008 (RV)     | –         | –              | –        | –            | –           | –           | –           | –          | –           | –           | –           | –         | 60%          | –                | 30% | 10%         |
| Fabrizio, Lee & Associates/The Hill                                                               | 2021. február 20. – március 2.      | 1,264 (LV)     | ± 2.7%    | –              | 3%       | 7%           | 6%          | 1%          | 1%          | 9%         | 1%          | 5%          | 2%          | 0%        | 51%          | -                | 3%  | 12%         |
| Fabrizio, Lee & Associates/The Hill                                                               | 2021. február 20. – március 2.      | 1,264 (LV)     | ± 2.7%    | –              | –        | –            | –           | –           | –           | –          | –           | –           | –           | –         | 57%          | –                | 16% | 27%         |
| McLaughlin & Associates                                                                           | 2021. február 24–28.                | 448 (LV)       | –         | 1%             | 5%       | 4%           | 3%          | –           | –           | 8%         | –           | 3%          | 1%          | –         | 54%          | –                | 9%  | 10%         |
| Harvard-Harris                                                                                    | 2021. február 23–25.                | 546 (RV)       | –         | –              | 5%       | –            | 7%          | 2%          | –           | 18%        | –           | –           | –           | 2%        | 52%          | –                | 13% | –           |
| Echelon Insights                                                                                  | 2021. február 12–18.                | 430 (RV)       | –         | –              | –        | –            | –           | –           | –           | –          | –           | –           | –           | –         | 55%          | –                | 32% | 14%         |
| Morning Consult/Politico                                                                          | 2021. február 14–15.                | 645 (RV)       | ± 4%      | –              | 4%       | –            | 6%          | 1%          | 1%          | 12%        | 2%          | 4%          | 2%          | 1%        | 54%          | 6%               | 10% | –           |
| Echelon Insights                                                                                  | 2021. január 20–26.                 | – (RV)         | –         | –              | –        | –            | –           | –           | –           | –          | –           | –           | –           | –         | 48%          | –                | 40% | 11%         |
| Léger Archiválva 2021. január 19-i dátummal a Wayback Machine-ben                                 | 2021. január 15–17.                 | 1,007 (A)      | ± 3.09%   | –              | 6%       | 2%           | 7%          | 1%          | 6%          | 13%        | 2%          | 19%         | 3%          | 3%        | 29%          | 2%               | 6%  | –           |
| Ipsos/Axios                                                                                       | 2021. január 11–13.                 | 334 (A)        | ± 5.8%    | –              | –        | –            | –           | –           | –           | –          | –           | –           | –           | –         | 57%          | –                | 41% | 1%          |
| Morning Consult/Politico                                                                          | 2021. január 8–11.                  | 702 (RV)       | –         | –              | 7%       | –            | 6%          | 1%          | 0%          | 18%        | 1%          | 5%          | 2%          | 1%        | 40%          | 6%               | 15% | –           |
| McLaughlin & Associates                                                                           | 2020. december 9–13.                | 442 (LV)       | –         | 3%             | 5%       | 1%           | 3%          | –           | –           | 11%        | 1%          | 4%          | 1%          | 1%        | 56%          | –                | 5%  | 10%         |
| Fox News                                                                                          | 2020. december 6–9.                 | ~ 413 (RV)     | ± 4.5%    | –              | –        | –            | –           | –           | –           | –          | –           | –           | –           | –         | 71%          | –                | 21% | 8%          |
| McLaughlin & Associates/Newsmax                                                                   | 2020. november 21–23.               | 442 (LV)       | ± 3.1%    | 1%             | 4%       | 2%           | 4%          | –           | –           | 9%         | 1%          | 4%          | 2%          | 1%        | 53%          | –                | 6%  | 15%         |
| Morning Consult/Politico                                                                          | 2020. november 21–23.               | 765 (RV)       | ± 2%      | –              | 4%       | –            | 4%          | 1%          | 0%          | 12%        | –           | 4%          | 2%          | 1%        | 53%          | 8%               | 11% | –           |
| HarrisX/The Hill                                                                                  | 2020. november 17–19.               | 599 (RV)       | ± 2.26%   | –              | –        | –            | –           | –           | –           | –          | –           | –           | –           | –         | 75%          | –                | 25% | –           |
| Seven Letter Insight                                                                              | 2020. november 10–19.               | ~555 (V)       | ± 2.5%    | 2%             | 6%       | –            | 7%          | 1%          | –           | 19%        | –           | –           | 4%          | 2%        | 35%          | 11%              | 4%  | –           |
| Léger Archiválva 2021. február 9-i dátummal a Wayback Machine-ben                                 | 2020. november 13–15.               | 304 (A)        | ± 3.09%   | 4%             | 7%       | –            | 4%          | –           | –           | 22%        | 2%          | 8%          | 5%          | –         | 45%          | –                | 5%  | –           |
| YouGov/Washington Examiner                                                                        | 2020. október 30.                   | – (RV)         | –         | –              | –        | –            | –           | –           | –           | –          | –           | –           | –           | –         | 38%          | –                | 43% | –           |

| Forrás                                                                                   | Dátum                 | Megkérdezettek | Hibahatár | Ron DeSantis | Donald Trump | Más | Nem döntött |
| ---------------------------------------------------------------------------------------- | --------------------- | -------------- | --------- | ------------ | ------------ | --- | ----------- |
| North Star Opinion Research Archiválva 2023. február 1-i dátummal a Wayback Machine-ben  | 2023. január 16–21.   | 1,000 (LV)     | ± 3.1%    | 52%          | 32%          | 3%  | 15%         |
| Marquette University Law School                                                          | 2023. január 9–20.    | 352 (RV)       | ± 6.1%    | 64%          | 36%          | –   | –           |
| Echelon Insights                                                                         | 2022. december 12–14. | 454 (RV)       | —         | 46%          | 47%          | –   | 7%          |
| Echelon Insights                                                                         | 2022. december 12–14. | 418 (RV)       | —         | 46%          | 48%          | –   | 8%          |
| McLaughlin & Associates                                                                  | 2022. december 9–14.  | 480 (RV)       | —         | 36%          | 58%          | –   | 7%          |
| YouGov/The Economist                                                                     | 2022. december 17–20. | 1,500 (A)      | ± 3.3%    | 41%          | 26%          | –   | 33%         |
| YouGov/Yahoo News                                                                        | 2022. december 15–19. | 450 (RV)       | ± 2.7%    | 48%          | 40%          | –   | 12%         |
| Harris Poll/Harvard                                                                      | 2022. december 14–15. | –              | –         | 52%          | 48%          | –   | –           |
| USA Today/Suffolk University                                                             | 2022. december 7–11.  | 1,000 (RV)     | ± 3.1%    | 56%          | 33%          | 11% | –           |
| Wall Street Journal                                                                      | 2022. december 3–7.   | 267(V)         | ±6.0%     | 52%          | 38%          | –   | 9%          |
| YouGov/Yahoo News                                                                        | 2022. december 1–5.   | 1,635 (A)      | ± 2.6%    | 39%          | 46%          | 5%  | 11%         |
| Quinnipiac University                                                                    | 2022. november 16–20. | 1,402 (LV)     | ± 2.6%    | 44%          | 44%          | –   | 11%         |
| Harvard CAPS/Harris Poll                                                                 | 2022. november 16–17. | 2,212 (RV)     | –         | 28%          | 46%          | –   | 26%         |
| Leger                                                                                    | 2022. november 11–13. | 1,007 (A)      | –         | 45%          | 42%          | –   | 13%         |
| YouGov                                                                                   | 2022. november 9–11.  | 1,500 (A)      | –         | 42%          | 35%          | 10% | 13%         |
| Echelon Insights (Archívum) Archiválva 2021. október 20-i dátummal a Wayback Machine-ben | 2021. október 15–19.  | 476 (RV)       | –         | 22%          | 62%          | –   | 16%         |
| Fabrizio Lee & Associates                                                                | 2021. július 6–8.     | 800 (RV)       | ± 3.5%    | 31%          | 58%          | –   | 11%         |

| Harvard/Harris                                                                   | 2022. július 27–28.                 | 1885 (RV)              | –                      | –                      | 7%                     | 34%                    | 7%                     | –                      | –                      | 19%                    | 3%                     | –                      | 3%                     | 1%                     | –                      | 3%                     | 22%                    |                        |                        |                        |                        |                        |                        |                        |                        |                        |                        |
| NewsStation/Decision Desk HQ                                                     | 2022. július 22–24.                 | 1,000 (RV)             | ±3.0%                  | –                      | 5%                     | 23%                    | 5%                     | –                      | –                      | 20%                    | –                      | –                      | –                      | –                      | –                      | 44%                    | –                      |                        |                        |                        |                        |                        |                        |                        |                        |                        |                        |
| Echelon Insights Archiválva 2022. június 27-i dátummal a Wayback Machine-ben     | 2022. június 17–20.                 | 409 (LV)               | –                      | –                      | 6%                     | 39%                    | 3%                     | 1%                     | 0%                     | 18%                    | 0%                     | 3%                     | 2%                     | 0%                     | 7%                     | 5%                     | 15%                    |                        |                        |                        |                        |                        |                        |                        |                        |                        |                        |
| Echelon Insights                                                                 | 2021. november 12–18.               | 435 (RV)               | –                      | –                      | 10%                    | 26%                    | 6%                     | 1%                     | 0%                     | 15%                    | 1%                     | 3%                     | 1%                     | 1%                     | 13%                    | 5%                     | 20%                    |                        |                        |                        |                        |                        |                        |                        |                        |                        |                        |
| Harvard/Harris                                                                   | 2021. október 26–28.                | 490 (LV)               | ±4.0%                  | –                      | 12%                    | 21%                    | –                      | –                      | –                      | 23%                    | –                      | –                      | –                      | –                      | –                      | 0%                     | 43%                    |                        |                        |                        |                        |                        |                        |                        |                        |                        |                        |
| Echelon Insights                                                                 | 2021. október 15–19.                | 476 (RV)               | –                      | 2%                     | 8%                     | 22%                    | 5%                     | 0%                     | 0%                     | 8%                     | 2%                     | 3%                     | 4%                     | 2%                     | 13%                    | 8%                     | 22%                    |                        |                        |                        |                        |                        |                        |                        |                        |                        |                        |
| McLaughlin & Associates                                                          | 2021. október 14–18.                | 463 (LV)               | –                      | –                      | 5%                     | 24%                    | 5%                     | –                      | –                      | 14%                    | 1%                     | 5%                     | 2%                     | 2%                     | 18%                    | 11%                    | 13%                    |                        |                        |                        |                        |                        |                        |                        |                        |                        |                        |
| Echelon Insights Archiválva 2021. szeptember 24-i dátummal a Wayback Machine-ben | 2021. szeptember 17–23.             | 479 (RV)               | –                      | 2%                     | 9%                     | 22%                    | 6%                     | 1%                     | 1%                     | 15%                    | 2%                     | 4%                     | 2%                     | 1%                     | 9%                     | 11%                    | 21%                    |                        |                        |                        |                        |                        |                        |                        |                        |                        |                        |
| Harvard/Harris                                                                   | 2021. szeptember 15–16.             | 490 (LV)               | ±4.0%                  | –                      | 14%                    | 20%                    | –                      | –                      | –                      | 32%                    | –                      | –                      | –                      | –                      | –                      | 0%                     | 38%                    |                        |                        |                        |                        |                        |                        |                        |                        |                        |                        |
| McLaughlin & Associates                                                          | 2021. szeptember 9–14.              | 456 (LV)               | –                      | –                      | 7%                     | 22%                    | 4%                     | –                      | –                      | 15%                    | 2%                     | 4%                     | 2%                     | 2%                     | 19%                    | 12%                    | 11%                    |                        |                        |                        |                        |                        |                        |                        |                        |                        |                        |
| Emerson College                                                                  | 2021. augusztus 30. – szeptember 1. | 395 (RV)               | ± 4.9%                 | –                      | 13%                    | 32%                    | 10%                    | 6%                     | –                      | 24%                    | –                      | 6%                     | –                      | –                      | –                      | 9%                     | 0%                     |                        |                        |                        |                        |                        |                        |                        |                        |                        |                        |
| McLaughlin & Associates                                                          | 2021. július 29. – augusztus 3.     | 467 (LV)               | –                      | –                      | 9%                     | 23%                    | 4%                     | –                      | –                      | 11%                    | 2%                     | 4%                     | 4%                     | 1%                     | 12%                    | 16%                    | 14%                    |                        |                        |                        |                        |                        |                        |                        |                        |                        |                        |
| Echelon Insights Archiválva 2021. július 27-i dátummal a Wayback Machine-ben     | 2021. július 19–23.                 | 421 (RV)               | –                      | 1%                     | 9%                     | 32%                    | 4%                     | 1%                     | 0%                     | 17%                    | 1%                     | 3%                     | 2%                     | 1%                     | 10%                    | 6%                     | 13%                    |                        |                        |                        |                        |                        |                        |                        |                        |                        |                        |
| Fabrizio, Lee & Associates                                                       | 2021. július 6–8.                   | 800 (RV)               | ± 3.5%                 | –                      | 7%                     | 39%                    | 4%                     | 0%                     | 1%                     | 15%                    | 1%                     | 3%                     | –                      | 2%                     | –                      | 4%                     | 24%                    |                        |                        |                        |                        |                        |                        |                        |                        |                        |                        |
| Echelon Insights Archiválva 2021. május 21-i dátummal a Wayback Machine-ben      | 2021. június 18–22.                 | 386 (RV)               | –                      | 1%                     | 6%                     | 21%                    | 6%                     | 0%                     | 0%                     | 14%                    | 0%                     | 4%                     | 3%                     | 2%                     | 7%                     | 7%                     | 26%                    |                        |                        |                        |                        |                        |                        |                        |                        |                        |                        |
| McLaughlin & Associates                                                          | 2021. június 16–20.                 | 444 (LV)               | –                      | –                      | 6%                     | 24%                    | 4%                     | –                      | –                      | 19%                    | 1%                     | 5%                     | 2%                     | 1%                     | 15%                    | 13%                    | 11%                    |                        |                        |                        |                        |                        |                        |                        |                        |                        |                        |
| McLaughlin & Associates                                                          | 2021. május 12–18.                  | 444 (LV)               | –                      | 1%                     | 12%                    | 18%                    | 5%                     | –                      | –                      | 19%                    | 2%                     | 3%                     | 1%                     | 2%                     | 13%                    | 13%                    | 12%                    |                        |                        |                        |                        |                        |                        |                        |                        |                        |                        |
| Echelon Insights Archiválva 2021. május 21-i dátummal a Wayback Machine-ben      | 2021. május 14–17.                  | 479 (RV)               | –                      | 2%                     | 9%                     | 22%                    | 5%                     | 1%                     | 0%                     | 14%                    | 1%                     | 4%                     | 1%                     | 3%                     | 6%                     | 9%                     | 19%                    |                        |                        |                        |                        |                        |                        |                        |                        |                        |                        |
| Trafalgar Group                                                                  | 2021. április 30. – május 6.        | – (LV)                 | –                      | –                      | 15%                    | 35%                    | 6%                     | 1%                     | –                      | 10%                    | –                      | 10%                    | –                      | –                      | –                      | 21%                    | –                      |                        |                        |                        |                        |                        |                        |                        |                        |                        |                        |
| Echelon Insights Archiválva 2021. június 1-i dátummal a Wayback Machine-ben      | 2021. április 16–23.                | 440 (RV)               | –                      | 2%                     | 8%                     | 20%                    | 6%                     | 1%                     | 0%                     | 16%                    | 1%                     | 4%                     | 2%                     | 0%                     | 9%                     | 3%                     | 28%                    |                        |                        |                        |                        |                        |                        |                        |                        |                        |                        |
| McLaughlin & Associates                                                          | 2021. április 8–13.                 | 441 (LV)               | –                      | 3%                     | 10%                    | 14%                    | 3%                     | –                      | –                      | 19%                    | 2%                     | 3%                     | 3%                     | 1%                     | 15%                    | 13%                    | 14%                    |                        |                        |                        |                        |                        |                        |                        |                        |                        |                        |
| Echelon Insights                                                                 | 2021. március 15–21.                | 1,008 (RV)             | –                      | 4%                     | 5%                     | 17%                    | 4%                     | –                      | –                      | 16%                    | 4%                     | 3%                     | 2%                     | –                      | 3%                     | 7%                     | 35%                    |                        |                        |                        |                        |                        |                        |                        |                        |                        |                        |
| Fabrizio, Lee & Associates/The Hill                                              | 2021. február 20. – március 2.      | 1,264 (LV)             | ± 2.7%                 | –                      | 13%                    | 17%                    | 8%                     | 2%                     | 1%                     | 19%                    | 4%                     | 5%                     | 4%                     | 1%                     | –                      | 7%                     | 20%                    |                        |                        |                        |                        |                        |                        |                        |                        |                        |                        |
| McLaughlin & Associates                                                          | 2021. február 24–28.                | 448 (LV)               | –                      | 1%                     | 9%                     | 9%                     | 5%                     | –                      | –                      | 15%                    | –                      | 6%                     | 2%                     | –                      | 21%                    | 16%                    | 17%                    |                        |                        |                        |                        |                        |                        |                        |                        |                        |                        |
| RMG Research/Just the News                                                       | 2021. február 25–27.                | 363 (RV)               | –                      | 8%                     | 18%                    | 21%                    | 10%                    | 2%                     | –                      | –                      | 9%                     | –                      | –                      | –                      | –                      | 33%                    | –                      |                        |                        |                        |                        |                        |                        |                        |                        |                        |                        |
| Harvard-Harris                                                                   | 2021. február 23–25.                | 546 (RV)               | –                      | –                      | 16%                    | –                      | 10%                    | 6%                     | –                      | 41%                    | –                      | –                      | –                      | 7%                     | –                      | 19%                    | –                      |                        |                        |                        |                        |                        |                        |                        |                        |                        |                        |
| Echelon Insights                                                                 | 2021. február 12–18.                | 430 (RV)               | –                      | 1%                     | 10%                    | 8%                     | 6%                     | ≤1%                    | 1%                     | 21%                    | 1%                     | 4%                     | ≤1%                    | ≤1%                    | 8%                     | 12%                    | 26%                    |                        |                        |                        |                        |                        |                        |                        |                        |                        |                        |
| Echelon Insights                                                                 | 2021. január 20–26.                 | – (RV)                 | –                      | 2%                     | 8%                     | 2%                     | 9%                     | 0%                     | 0%                     | 21%                    | 1%                     | 3%                     | 2%                     | 1%                     | 10%                    | 10%                    | 30%                    |                        |                        |                        |                        |                        |                        |                        |                        |                        |                        |
|                                                                                  | 2021. január 20.                    | Joe Biden beiktatása   | Joe Biden beiktatása   | Joe Biden beiktatása   | Joe Biden beiktatása   | Joe Biden beiktatása   | Joe Biden beiktatása   | Joe Biden beiktatása   | Joe Biden beiktatása   | Joe Biden beiktatása   | Joe Biden beiktatása   | Joe Biden beiktatása   | Joe Biden beiktatása   | Joe Biden beiktatása   | Joe Biden beiktatása   | Joe Biden beiktatása   | Joe Biden beiktatása   | Joe Biden beiktatása   |                        |                        |                        |                        |                        |                        |                        |                        |                        |
| Léger Archiválva 2021. január 19-i dátummal a Wayback Machine-ben                | 2021. január 15–17.                 | 1,007 (A)              | ± 3.09%                | –                      | 9%                     | 3%                     | 8%                     | 2%                     | 7%                     | 22%                    | 3%                     | 20%                    | 4%                     | 3%                     | 11%                    | 8%                     | –                      |                        |                        |                        |                        |                        |                        |                        |                        |                        |                        |
| McLaughlin & Associates/Newsmax                                                  | 2020. november 21–23.               | 442 (LV)               | ± 3.1%                 | 1%                     | 7%                     | 2%                     | 6%                     | –                      | –                      | 20%                    | 1%                     | 5%                     | 3%                     | 2%                     | 20%                    | 13%                    | 22%                    |                        |                        |                        |                        |                        |                        |                        |                        |                        |                        |
| Léger Archiválva 2021. február 9-i dátummal a Wayback Machine-ben                | 2020. november 13–15.               | 304 (A)                | ± 3.1%                 | 6%                     | 14%                    | –                      | 6%                     | –                      | –                      | 44%                    | 3%                     | 11%                    | 6%                     | –                      | –                      | 7%                     | –                      |                        |                        |                        |                        |                        |                        |                        |                        |                        |                        |
|                                                                                  | 2020. november 3.                   | 2020-as elnökválasztás | 2020-as elnökválasztás | 2020-as elnökválasztás | 2020-as elnökválasztás | 2020-as elnökválasztás | 2020-as elnökválasztás | 2020-as elnökválasztás | 2020-as elnökválasztás | 2020-as elnökválasztás | 2020-as elnökválasztás | 2020-as elnökválasztás | 2020-as elnökválasztás | 2020-as elnökválasztás | 2020-as elnökválasztás | 2020-as elnökválasztás | 2020-as elnökválasztás | 2020-as elnökválasztás | 2020-as elnökválasztás | 2020-as elnökválasztás | 2020-as elnökválasztás | 2020-as elnökválasztás | 2020-as elnökválasztás | 2020-as elnökválasztás | 2020-as elnökválasztás | 2020-as elnökválasztás | 2020-as elnökválasztás |
| McLaughlin & Associates                                                          | 2020. november 2–3.                 | 449 (LV)               | –                      | 2%                     | 5%                     | 2%                     | 8%                     | –                      | –                      | 30%                    | –                      | 5%                     | 2%                     | 1%                     | 20%                    | 5%                     | 21%                    |                        |                        |                        |                        |                        |                        |                        |                        |                        |                        |
| Echelon Insights                                                                 | 2020. augusztus 14–18.              | 423 (LV)               | –                      | 2%                     | 4%                     | –                      | 7%                     | 0%                     | 1%                     | 26%                    | –                      | –                      | 5%                     | 1%                     | 12%                    | 11%                    | 29%                    |                        |                        |                        |                        |                        |                        |                        |                        |                        |                        |
| Léger                                                                            | 2020. augusztus 4–7.                | 309 (LV)               | ± 2.8%                 | 7%                     | 8%                     | –                      | 11%                    | –                      | –                      | 31%                    | 3%                     | 9%                     | 5%                     | –                      | 17%                    | 9%                     | –                      |                        |                        |                        |                        |                        |                        |                        |                        |                        |                        |

### Állami közvéleménykutatások
Alabamai előválasztás
| Forrás                    | Dátum                | Megkérdezettek | Hibahatár | Ron DeSantis | Donald Trump | Más | Nem döntött |
| ------------------------- | -------------------- | -------------- | --------- | ------------ | ------------ | --- | ----------- |
| Public Opinion Strategies | 2023. január 15–17.  | 500 (RV)       | ± 4.38%   | 50%          | 31%          | —   | 19%         |
| Cygnal                    | 2022. október 27–29. | 616 (LV)       | ± 3.94%   | 36%          | 50%          | 6%  | 8%          |

Arizonai előválasztás
| Forrás                                                                               | Dátum                               | Megkérdezettek | Hibahatár | Ron DeSantis | Nikki Haley | Mike Pence | Donald Trump | Más/ Nem döntött |
| ------------------------------------------------------------------------------------ | ----------------------------------- | -------------- | --------- | ------------ | ----------- | ---------- | ------------ | ---------------- |
| Blueprint Polling Archiválva 2023. március 14-i dátummal a Wayback Machine-ben       | 2023. január 5–8.                   | 303 (V)        | –         | 34%          | –           | –          | 43%          | –                |
| Echelon Insights/NetChoice                                                           | 2022. augusztus 31. – szeptember 7. | 337 (LV)       | ± 4.5%    | 36%          | –           | –          | 52%          | 11%              |
| OH Predictive Insights Archiválva 2022. december 20-i dátummal a Wayback Machine-ben | 2021. november 1–8.                 | 252 (RV)       | ± 6.2%    | 16%          | 6%          | 9%         | 48%          | 20%              |

Floridai előválasztás
| Forrás          | Dátum                 | Megkérdezettek | Hibahatár | Ron DeSantis | Donald Trump | Nem döntött |
| --------------- | --------------------- | -------------- | --------- | ------------ | ------------ | ----------- |
| Club for Growth | 2022. november 11–13. | 1,044 (LV)     | ± 3.0%    | 56%          | 30%          | 14%         |
| Club for Growth | 2022. augusztus 7–10. | 1,044 (LV)     | ± 3.0%    | 49%          | 42%          | 9%          |

Georgiai előválasztás
| Forrás          | Dátum                 | Megkérdezettek | Hibahatár | Ron DeSantis | Donald Trump | Nem döntött |
| --------------- | --------------------- | -------------- | --------- | ------------ | ------------ | ----------- |
| Club for Growth | 2022. november 11–13. | 843 (LV)       | ± 3.4%    | 55%          | 35%          | 10%         |
| Club for Growth | 2022. augusztus 7–10. | 843 (LV)       | ± 3.4%    | 47%          | 41%          | 12%         |

Iowai gyűlés
| Forrás          | Dátum                 | Megkérdezettek | Hibahatár | Ron DeSantis | Donald Trump | Nem döntött |
| --------------- | --------------------- | -------------- | --------- | ------------ | ------------ | ----------- |
| Club for Growth | 2022. november 11–13. | 508 (LV)       | ± 4.4%    | 48%          | 37%          | 16%         |
| Club for Growth | 2022. augusztus 7–10. | 508 (LV)       | ± 4.4%    | 37%          | 52%          | 12%         |

Marylandi előválasztás
| Forrás       | Dátum                       | Megkérdezettek | Hibahatár | Ted Cruz | Ron DeSantis | Nikki Haley | Larry Hogan | Mike Pence | Donald Trump | Nem döntött |
| ------------ | --------------------------- | -------------- | --------- | -------- | ------------ | ----------- | ----------- | ---------- | ------------ | ----------- |
| OpinionWorks | 2022. május 27. – június 2. | 428 (LV)       | ± 4.7%    | 1%       | 12%          | 5%          | 25%         | 6%         | 48%          | 3%          |

New Hampshire-i előválasztás
| Forrás                      | Dátum                 | Megkérdezettek | Hibahatár | Liz Cheney | Ted Cruz | Ron DeSantis | Nikki Haley | Larry Hogan | Kristi Noem | Mike Pence | Marco Rubio | Chris Sununu | Donald Trump | Nem döntött |
| --------------------------- | --------------------- | -------------- | --------- | ---------- | -------- | ------------ | ----------- | ----------- | ----------- | ---------- | ----------- | ------------ | ------------ | ----------- |
| University of New Hampshire | 2023. január 19–23.   | 349 (LV)       | ± 5.2%    | 4%         | 1%       | 42%          | 8%          | 4%          | 2%          | 1%         | 1%          | 4%           | 30%          | 2%          |
| Club for Growth             | 2022. november 11–13. | 401 (LV)       | ± 4.9%    | –          | –        | 52%          | –           | –           | –           | –          | –           | –            | 37%          | 11%         |
| Club for Growth             | 2022. augusztus 7–10. | 401 (LV)       | ± 4.9%    | –          | –        | 45%          | –           | –           | –           | –          | –           | –            | 45%          | 10%         |

Oklahomai előválasztás
| Forrás           | Dátum                               | Megkérdezettek | Hibahatár | Chris Christie | Ted Cruz | Ron DeSantis | Nikki Haley | Mike Pence | Mike Pompeo | Mitt Romney | Marco Rubio | Donald Trump | Donald Trump Jr. | Más | Nem döntött |
| ---------------- | ----------------------------------- | -------------- | --------- | -------------- | -------- | ------------ | ----------- | ---------- | ----------- | ----------- | ----------- | ------------ | ---------------- | --- | ----------- |
| Echelon Insights | 2022. augusztus 31. – szeptember 7. | 265 (LV)       | ± 6.3%    | –              | –        | 30%          | –           | –          | –           | –           | –           | 60%          | –                | –   | 10%         |
| Amber Integrated | 2022. augusztus 11–15.              | 684 (LV)       | ± 3.8%    | 2%             | 2%       | 22%          | 2%          | 6%         | 1%          | 4%          | 1%          | 50%          | –                | 4%  | 7%          |
| Amber Integrated | 2022. augusztus 11–15.              | 684 (LV)       | ± 3.8%    | 2%             | 7%       | 49%          | 5%          | 10%        | 2%          | 4%          | 4%          | –            | 6%               | 5%  | 9%          |

Texasi előválasztás
| Forrás                                                                    | Dátum                 | Megkérdezettek | Hibahatár | Ted Cruz | Ron DeSantis | Tim Scott | Mike Pompeo | Nikki Haley | Mike Pence | Donald Trump | Nem döntött |
| ------------------------------------------------------------------------- | --------------------- | -------------- | --------- | -------- | ------------ | --------- | ----------- | ----------- | ---------- | ------------ | ----------- |
| CWS Research                                                              | 2022. december 19–21. | 1,051 (LV)     | ± 3.02%   | 4%       | 36%          | 1%        | 2%          | 4%          | 4%         | 37%          | 11%         |
| CWS Research                                                              | 2022. november 27–28. | 860 (LV)       | ± 3.34%   | 3%       | 34%          | 1%        | 2%          | 4%          | 5%         | 37%          | 13%         |
| CWS Research Archiválva 2023. március 15-i dátummal a Wayback Machine-ben | 2022. november 12–13. | 1,099 (LV)     | ± 2.96%   | –        | 43%          | 1%        | 1%          | 4%          | 5%         | 32%          | 13%         |

Utah-i előválasztás
| Forrás                                      | Dátum                 | Megkérdezettek | Hibahatár | Ron Desantis | Liz Cheney | Donald Trump | Ted Cruz | Mike Pence | Nikki Haley | Más/ Nem döntött |
| ------------------------------------------- | --------------------- | -------------- | --------- | ------------ | ---------- | ------------ | -------- | ---------- | ----------- | ---------------- |
| Deseret News/Hinckley Institute of Politics | 2022. november 18–23. | 802 (RV)       | ± 3.5%    | 24%          | 16%        | 15%          | 6%       | 6%         | 4%          | 29%              |

Virginiai előválasztás
| Forrás          | Dátum                 | Megkérdezettek | Hibahatár | Donald Trump | Glenn Youngkin | Nem döntött |
| --------------- | --------------------- | -------------- | --------- | ------------ | -------------- | ----------- |
| Roanoke College | 2022. november 13–27. | 652 (A)        | ± 4.48%   | 52%          | 39%            | 9%          |
| Roanoke College | 2022. augusztus 7–16. | 640 (A)        | ± 4.5%    | 62%          | 28%            | 10%         |